# Antiokheia

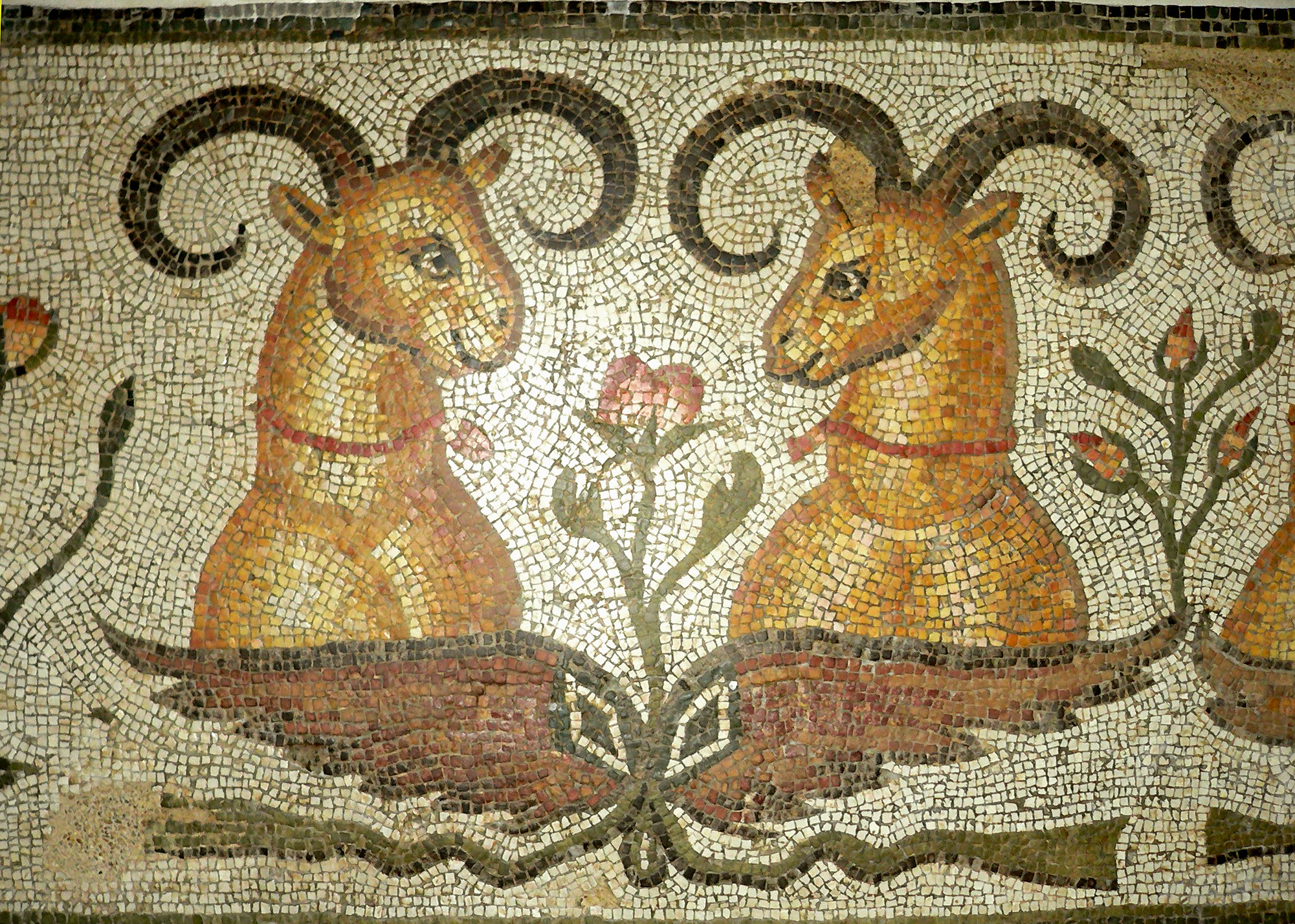
Mozaik Antiokheia városából, Louvre, Franciaország

Antiokheia (latinosan Antiochia, magyarosan Antiók[h]ia) a hellenisztikus világ egyik jelentős városa a mai Törökország és Szíria határvidékén, amelyet I. Szeleukosz alapított Kr. e. 300 körül. A késő ókor egyik legnagyobb és legfontosabb görög városa volt; a Szeleukida Birodalom fővárosaként, majd a római és a Bizánci Birodalom regionális fővárosaként szolgált. A római és bizánci időkben a Földközi-tenger keleti részének egyik legnagyobb és legfontosabb városa volt az egyiptomi Alexandria és (később) Konstantinápoly mellett. Kr.u. 100 körül a Római Birodalom valószínűleg harmadik legnagyobb városa, közel félmillió lakossal.
Fontos szerepet játszott a kereszténység korai történetében, itt nevezték először keresztényeknek Krisztus követőit, és a város Pál apostol missziós székhelye volt 47–55 körül. Itt volt az öt ősi patriarchátus (egyházkormányzati központ) egyike és itt jött létre az ún. antiochiai iskola.
Az egykor fényes központot a többi Antiochia nevű várostól megkülönböztetve gyakran a nevéhez azt is hozzátették, hogy a város az Orontész folyó partján áll, vagy egyszerűen csak szíriai Antiochiának nevezték. A város ma az Antakya nevet viseli, és sokkal jelentéktelenebb, mint amikor a Kelet Királynőjeként ismerték, és kiemelkedő szerepet játszott a történelemben.

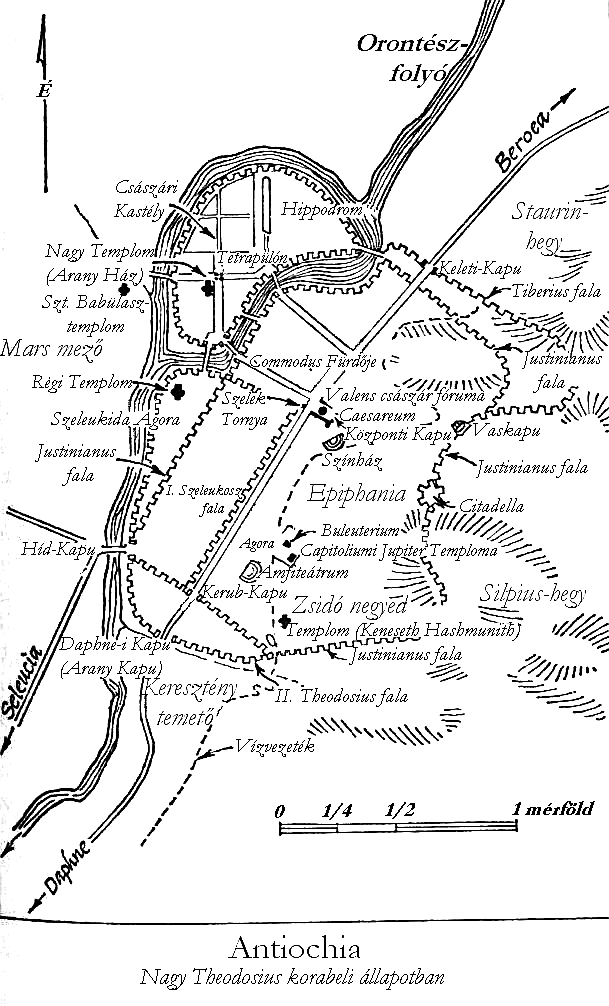
Antiochia késő ókori térképe I. Theodosius idején

## Etimológia és nevei
A latin Antiochia szó az ógörög Ἀντιόχεια (Antiokheia ) átírása.
A görög Ἀντιόχεια (Antiokheia) szó az Ἀντιόχος (Antiokhosz, “Antiochus”) személynévből + -εια (-eia, “ia”) helynévképzőből tevődik össze.
A név jelentéseː Antiokhosz városa, ugyanúgy, ahogy Caesarea Caesar városát, Alexandria pedig Sándor városát jelenti.
Amikor Szeleukosz Nikátor király lett, tizenhat várost alapított és nevezett el apja, Antiokhosz (Αντιοχος) tiszteletére, köztük ezt a várost.

### Nevének magyar írása
A város nevének magyar alakja az irodalomban szokatlanul nagy változatosságot mutat:
Antiokheia: az ógörög névalak népszerű akadémiai átírása, ennek fényében ezt ajánlja az Osiris helyesírási szótára, és ennek nyomán több helyesírási portál.
Antiochia: Ez a leggyakoribb szóalak, a latin írásmód direkt átvétele. A magyar nyelvben néhány példa: Vizsolyi Biblia, Györkösy-Kapitánffy-Tegyey: Ógörög-magyar nagyszótár, Magyar Nagylexikon, Magyar Akadémiai Kislexikon. Ez az Osiris helyesírási szótárának egyik javaslata is. A magyar nyelven főleg az időben hosszú, és használatban széleskörű tradíció támogatja.
Antióchia: a Szent István Társulat bibliafordítása, és vélhetően ennek nyomán több katolikus forrás így használja. (A 21. század elején a Káldi-Neovulgáta is, de később a revíziós bizottság az "Antiókhia" átvétele mellett döntött) Ugyanakkor a latin átirat következetlen magyarítását jelenti önmagában a hosszú ó bevezetése a latin szóalakba.
Antiokhia: Varga Zsigmond: Újszövetségi görög-magyar szótár. A szótáríró szerző közvetlenül a görög omikron mellett vélhetően nem vállalta az újabb kori protestáns hagyomány hosszú ó-ját.
Antiókhia: A Károli-biblia már legalább az 1872-es kiadás óta használja; ezentúl a Magyar Bibliatársulat új fordítása, Simon Tamás László katolikus bencés Újszövetség-fordítása, több bibliai lexikon, Runciman: A keresztes hadjáratok története című művének magyar fordítása. A szóalak nagyjából megfelel a magyaros kiejtésnek, használata időben hosszú, és elterjedésében széles: nem kizárólagosan protestáns szóhasználati tradíció támogatja.
Antiokia: Káldi György fordításának eredeti, 1626-os kiadása. Újabb nyoma nincs, és a rövid "o" a teljesen magyaros "k" mellett nem következetes.
Antiókia: Főleg a Jehova Tanúinak a szóhasználata, akik az Új világ fordításukban is ezt választották. A magyaros kiejtésnek megfelel.
Antiocheia: Ritkán használt alak, de létezik; például a Szépművészeti Múzeumban.

## Fekvése
Valamikor az Amanosz (Amanus) és a Kasziosz (Casius) hegyvonulatainak ölelésében feküdt. Talán azonos az i. e. 1. évezred elejének fontos várával, amelyet az asszírok mindenképp birtokolni akartak, de legtöbbször nem sikerült bevenni, Alimussal.
A hellenisztikus Szíria legpompásabb városa. Antiochia helyén már több száz éve létezett egy város, Alalah, amelyet Nagy Sándor hódításai söpörtek el, hogy azután a kiváló makedón hadvezér egyik hű szolgálója, Antigonosz kapja meg ezt a területet. Ő alapította meg itt Antigonia városát, de Sándor halála után a hatalmas birodalom a makedón uralkodó legkiválóbb hadvezérei között újra felosztódott. I. Szeleukosz Nikátor legyőzte Antigonoszt, és az elpusztított Antigonia helyén álmodta meg új birodalma fővárosát.
A Szeleukida Birodalom alapítóját lenyűgözte a Toros-hegység és a Libanon-hegység vonulatainak találkozása, amelyen utat tört magának az Orontész folyó. A korábbi városoktól északabbra alapította meg birodalmi központját, a folyó partján, a fenséges Szilpiusz-hegy lábánál. A várost apja, Antiokhosz tiszteletére Antiochiának nevezte el.
A közeli Földközi-tenger felé vágtató Orontész termékeny síkságot épített ki magának, amelyet Amik-alföldnek neveztek. A Közel-Keleten meginduló kereskedelem lassan fontos központtá emelte Antiochiát. A zord hegységek itt engedtek átjutást északról dél felé, Palesztina városai irányába. Antiochia a másik nagy szír város, Aleppó felé is nagy forgalmat bonyolított le. A két város között a Bailan-hágón, vagy ahogyan az ókorban nevezték, Szíria Kapuin keresztül lehetett közlekedni. A hágó előterében épült fel Antiochia.
Szeleukosz városát részben az Orontész egyik szigetére építtette, részben az életet adó folyó partjára és részben a Szilpiusz-hegy sziklás oldalára. A korabeli kereskedelmi utak gyújtópontjába épült város fontos kikötővé vált, ahol a selyemút áruit egyszerű volt hajóra rakni, amelyek aztán az Orontész folyón kijutottak a nyílt tengerre és végül gazdára találtak a Jordán-folyó vidékén élő zsidó törzsek között. Az északi hegyvonulatok hágóin érkező ázsiai kereskedők az Aleppóba vezető úton kívül más fontos utakon is elindultak Antiochiából. A város központjából vezetett egy út a mindössze 8 km-re fekvő híres jóshely, Daphne felé. A tenger felé, Antiochia saját kikötőjéig, Seleuceiáig is vitt egy út, és a 480 km-re dél felé fekvő Jeruzsálem irányába is vezetett egy igen fontos kereskedelmi út. Az ősi város hamarosan az Orontész mindkét partját elfoglalta. Virágkorában öt híd ívelt át a folyón, amelyekből mára csak egy római eredetű maradt fenn. Az egyre nagyobb lélekszámú város egészen a Szilpiusz-hegy csúcsától az Amik-alföld távoli síkjáig terjedt. Újabb városnegyedek és külvárosok jelentek meg, amelyek az idő folyamán különálló kis falakkal vették körbe magukat. Mindemellett a város védelmét szolgálta egy közös, hatalmas erődrendszer is, amelynek citadellája a Szilpiusz-hegyen állt. A többször is katasztrófák, főként földrengések által sújtott város így fejlődött a kelet királynőjévé. A közeli hegyekben kőfejtők és mészkőbányák működtek.

## Története
Antiochia történelme nemcsak a város eseményeit öleli magába, hanem a hellenisztikus világ egyik legfontosabb központjaként az ókori Közel-Kelet egészére kihatással volt. Ugyan Antiochia fénykora a görög hódításokhoz, a hellenizmushoz köthető, mégsem ekkor kezdődött a később lenyűgöző keleti város élete. A Perzsa Birodalom uralma alatt több száz éven át falvak álltak helyén. Korábban a perzsák sosem tulajdonítottak jelentőséget ennek a területnek, ezért a Szilpiusz-hegy lábánál több kisváros is kialakult. A krónikák megemlékeznek Meroe városáról, később a Szilpiusz csúcsán álló Iopolis válik a környék vezető településévé. Bottia az Amik-alföldön épült fel, Casiotide pedig az egyiptomi befolyás növekedése folyamán épült fel ezen a környéken. A görög történetírók rámutattak, hogy ugyan a korabeli Antiochia a perzsák uralma alatt állt, mégis ezeket a városokat (főként Iopolist) nagyrészt görög telepesek alapították. Erre utalnak a hellenisztikus nevek, és azok az érmék, amelyeket ugyan már Antiochiában vertek, mégis kísértetiesen hasonlítottak az athéniekre. Hátoldalukon a görög városállam fellegvára állt. Libanius később úgy írt Antiochia történelméről, hogy az ott lakók mind Athén és Argosz leszármazottainak tartják magukat.

### Szeleukidák
Antiochia igazi története valójában Nagy Sándornak, Makedónia kiváló hadvezérének és uralkodójának színre lépésével vette kezdetét. A nagy uralkodó megpihent a későbbi város területén, és a legendák szerint építtetett egy oltárt Zeusznak, hogy segítse meg a perzsák ellen vívott háborúiban. Ezek azonban a krónikák hagyományaira épülő történelmi adatok. Az azonban biztos, hogy a nagy vezér halála után a makedón seregek vezetői felosztották egymás között a birodalmat. A hatalmas hadurak keserves harcok árán szerezték meg új birodalmaikat, és a véres események nem kerülték el Antiochiát sem. A Ptolemaioszok Egyiptomra tették rá a kezüket, és az egyik legnagyobb hadvezér, Antigonosz Monophthalmosz foglalhatta el Kis-Ázsiát és a közel-keleti térség nagy részét. Antigonosz új birodalmat akart létrehozni, amelynek központját az Orontész partján alapította meg Kr. e. 306-ban. Ezt a várost Antigoniának nevezték el, de nem tudott igazán negyra fejlődni, ugyanis India felől veszélyes ellenlábas fenyegette Antigonosz uralmát. A harcok közben elesett Antiokhosz makedón hadvezér fia, Szeleukosz talpra állt, és megtámadta Antigonosz birodalmát. I. e. 301-ben Ipszosznál került sor a végső összecsapásra, amelyen Szeleukosz győzött.

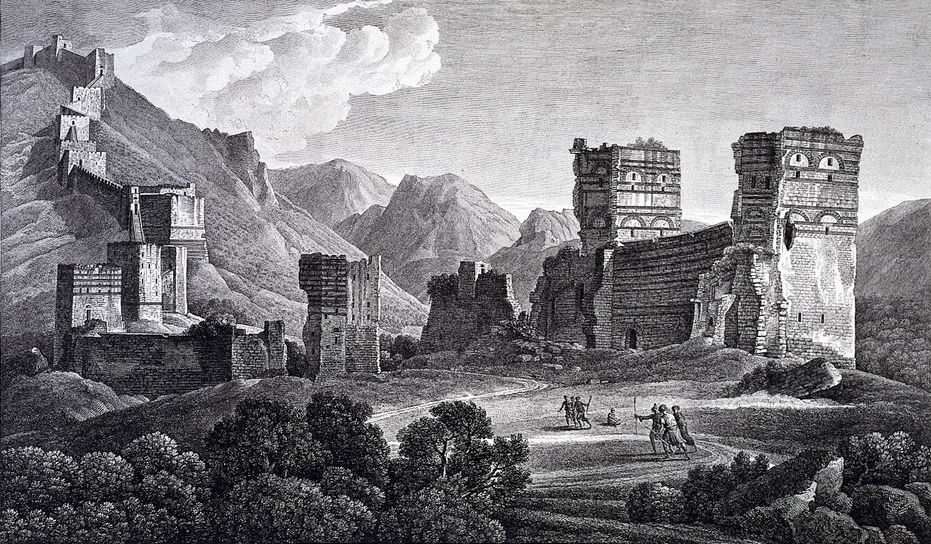
Antiochia erődfalai a 18. században. A nagy múlt jelei még ekkor is megmutatkoztak

A diadalmas Szeleukosz létrehozta az erős, és hatalmas Szeleukida Birodalmat, amely az Indiai-óceán partjaitól egészen Anatólia középső részéig tartott. Szeleukosz az új birodalomnak méltó fővárost akart építeni, és sokáig kereste székvárosának megfelelő helyét. A legenda szerint a kiváló hadvezér 301-ben két istenséget is segítségül hívott döntéséhez. Elsőként Tükhéhez, a szerencse egyik megszemélyesítőjéhez fordult, hogy döntését mindenképpen az ő jegyében hozza meg. Az igazi kérdést az Orontész mellett álló Zeusz-oltáron tette fel a főistennek. Az uralkodó áldozatot mutatott be az istennek. Zeusz egy sast küldött Szeleukosz áldozatáért, amely megragadta zsákmányát és egy részét az Orontész bal partján tette le, míg a csőrében tartott áldozattal a Szilpiusz-hegy tetején szállt le. Ebből a madárjósok azt olvasták ki, hogy az új főváros a hegy előterében, az Orontész bal partján kell hogy felépüljön. A hegyen pedig majdan az uralkodói palota vagy egy citadella épüljön. A sas a később itt veretett érméken is megtalálható.
Szeleukosz a hagyomány szerint megfogadta a jósok tanácsát, és abban az évben megalapította Antiókheiát, amelyet apja emlékére nevezett el. Az új városba betelepítették a környező városok lakóit, akik között nagy számban éltek görög telepesek. Ez a város vált később a nagy Antiókheia első negyedévé. A Szeleukidák óriási birodalmat építettek ki, amelynek központja hamarosan sosem látott fejlődésnek indult. A Szeleukida Birodalom katonai, adminisztrációs és hamarosan kereskedelmi központja lett. Közel ötven év múltán a város népessége annyira megduzzadt, hogy II. Szeleukosz Kallinikosz kénytelen volt újabb városnegyedeket építtetni. Uralkodása alatt kettőt. Az egyik negyed az Orontész által épített szigetre települt, amely az idők folyamán egyre inkább a város szívévé vált. Ezt Új Városnak nevezték és főként makedónok, krétaiak, euboiaiak lakták. A másik a folyó túlsó partján kapott helyet. Antiókheia hamarosan Kelet egyik leggazdagabb városa lett, és folyamatosan növekedett. III. (Nagy) Antiokhosz öt hidat építtetett, amelyek összekötötték a város különböző részeit. Az ő idején kapta meg első erődjét Antiókheia.
Utódja, IV. Antiokhosz Epiphanész alapította meg a negyedik és egyben utolsó városrészt. A Szilpiusz-hegy előterében alapított városnegyed később otthont adott Antiochia kulturális intézményeinek mint az amphiteátrumnak és a színháznak. Ezt a negyedet alapítójának emlékére Epiphaniának nevezték el. A négy városrészből álló Antiókheia hellyel-közel fennmaradt egészen a perzsa hódításig, Kr. u. 540-ig. A város ekkor kapta meg becenevét is, hiszen négy negyede miatt a történetírók gyakran említették tetrapolisz néven. A királyok gyakran csak egy-egy városrész erődítését támogatták. Ezért történt az, hogy IV. Antiokhosz idejére mindegyikük külön erőddel rendelkezett. Hála IV. Antiokhosz előrelátásának, megépült egy monumentális erődrendszer, amely az egész várost körbefogta. Citadellája a Szilpiuszon magasodott Antiochia fölé. A hatalmas falak nyújtotta biztonság gyorsan újabb lakókat vonzott a városba, akik a közeli külvárosokban éltek. Ilyen külváros volt Kharandama, Ghiszira és Gandigora is. Ezeket főként az őslakos szírek lakták. De volt olyan külváros is, amelynek pompáját az egész ókori világ irigyelte. Ilyen volt Daphné, a híres jóshely, és Rhódion, a rodosziak által lakott negyed.
A városba egyre több fontos kereskedelmi útvonal irányult, és úgy látszott, hogy Antiochia növekedését semmi nem gátolhatja meg. Még a kemény háborúk sem okoztak törést a város fejlődésében. I. e. 246-ban III. Ptolemaiosz, Egyiptom uralkodója rövid időre elfoglalta a várost. Ekkor épültek meg Antiókheia félelmetes erődjei. A 24 km-re nyugatra fekvő Földközi-tengeri kikötő, Szeleukeia is gyakran került az egyiptomiak kezébe, de a forgalmas kikötőváros hamarosan felszabadulhatott az idegen uralom alól. IV. Antiokhosz idején Antiochia újabb középületekkel gazdagodott. A Szeleukidák fontosnak tartották, hogy központjuk az ókori világ legpompásabb várává váljon. Ezért a város határát hatalmas kiterjedésű parkok és kertek díszítették. A Daphnéba vezető és a város főbb útjai mentén pompás villák, szökőkutak és szobrok sorakoztak, hirdetvén a város mesés gazdagságát. De Antiokhosz volt az első, aki római szokásokat vezetett be birodalmában. A szomszédos nagyhatalom hatására terjedt el a tóga viselete Antiókheiában, és a sella curulis, birodalmi főhivatalnoki hivatalt is az ő hatásukra vezették be.
A város nem mindig rajongott uralkodóiért. Az i. e. 161-ben trónra lépő I. Démétriosz Szótér ellen fellázadtak az antiókheiaiak és ellenében I. Alexandrosz Balaszt támogatták. Később vele is elégedetlenek lettek, és elűzték a városból. A megfelelő pillanatot kihasználva VI. Ptolemaiosz egyiptomi fáraó trónra segítette II. Démétriosz Nikatórt. Azonban az idegen befolyást sem tűrték sokáig a város lakói, és őt is elűzték a városból. Ez a belviszályokkal terhes korszak már előre jelezte a Szeleukidák korának bukását. Antiókheia hanyatlott, az egész birodalom lassan széthullott, és i. e. 64-ben a Pompeius vezette rómaiak martaléka lett, bár továbbra is megőrizte kiemelkedő fontosságát.
Lásd még: Szeleukida uralkodók listája

### Római uralom
Kr. e. 64-re Antiochia olyannyira elmerült a belviszályokban, hogy már nem volt képes ellenállni az idegen hódításnak. A Szeleukida Birodalom hatalmas területei ekkorra elvesztek, és a lassan újjáéledő Perzsa Birodalom alapjait vetették meg. A város által uralt királyság nyugati részét már korábban elfoglalta a Római Birodalom, így hamarosan alig terjedt ki nagyobb területre a hatalma, mint a mai Szíria. Pompeius, Róma egyik kiváló hadvezére nem tétovázott sokat, és seregével elfoglalta a gyengélkedő várost. A Szeleukidáknak le kellett mondaniuk a trónról, de a városban magas rangot tölthettek be. Rómában nagyra becsülték Antiochiát, ezért a szenátorok tárgyalásokat kezdtek a város vezetőivel. Ezek alapján jött létre az önigazgatású város, amely Syria provincia székhelye lett. A nagyfokú autonómiát Antiochia főként a nagy lélekszámnak köszönhette, hiszen Rómában tartottak a felkeléstől, ezért nem akarták magukra haragítani a várost. Ráadásul Athén is kiállt Antiochia viszonylagos függetlenségéért.
A város vagyona ekkor már elfolyt a trónharcokra és a belviszályok rendezésére, de az idegen hatalom elsimította ezeket a politikai csatározásokat, és ismét megindulhatott a fejlődés. A birodalomban tisztelték Antiochiát, amely hamarosan a keleti területek katonai és adminisztratív központja lett. Mindazonáltal féltek is a majd Róma nagyságú lakosságszámú várostól, hiszen egy lázadás a keleti részek elvesztésével is járhatott. A vegyes összetételű lakosságot ezért igyekeztek romanizálni. Több nemes római családot is küldtek a városba, hogy azok vessék meg a római kultúra alapjait a nagyrészt görögök lakta városban.

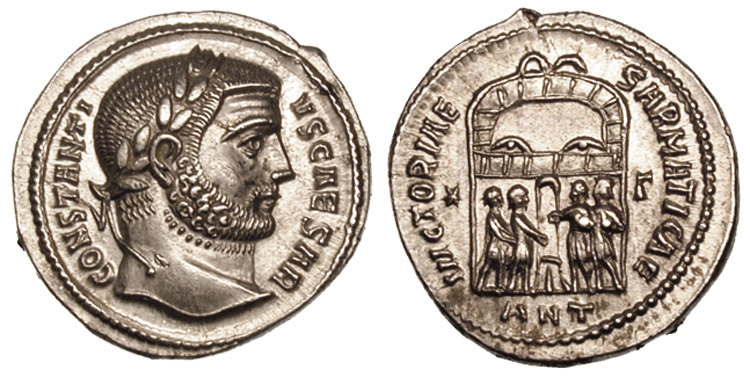
I. Constantius római császár Antiochiában vert aranypénze

Antiochia igazi fejlődése a császároknak volt köszönhető. Kr. e. 49 tájékán Julius Caesar is ellátogatott a városba, mint a Római Köztársaság első embere. Több privilégiumot is adott a városnak, de mindenekelőtt ő is megpróbálta a római kultúrához, a birodalmi szokásokhoz és törvényekhez idomítani Antiochiát. Több állami intézményt is építtetett, és ezen felül a Szilpiusz-hegyen Jupiternek építtetett hatalmas templomot. Caesar látogatásának azonban politikai okai is voltak. Szerette volna elérni, hogy a Kelet királynője őt vagy fogadott fiát, Octavianust támogassa. Antiochia egész népe kiállt a későbbi Augustus császár mellett, aki nem felejtette el a város hűségét. Sőt mi több, az utána uralkodó Julius-Claudius dinasztia tagjai sem feledkeztek meg Antiochiáról. A későbbi korok császárai pedig a császárság intézménye mellett harcoló várost méltatták. Ez fejlődést és jogokat hozott Antiochiának.

Augustus római mintára fórumot épített fel a városban, valamint több villát is építtetett magának a Daphnéba vezető út mentén. Tiberius két hatalmas oszlopsort építtetett a Szilpiusz-hegytől délre, amelyek a római mintájú kereskedelmet és üzletet képviselték. Agrippa nekilátott a Szeleukidák által épített színház kibővítésének, amit majd Traianus fejezett be. A császárok vízvezetékeket építettek a város lakóinak ellátására, amelyek közül Hadrianus császáré volt a legszebb és legnagyobb. Ebben a korban egyébként Antiochia a birodalom harmadik legnagyobb városa volt Róma és Alexandria után. A várost 300 ezer szabad ember lakta, és ha a rabszolgákat is hozzáadjuk, Antiochia lélekszáma Hadrianus uralkodásának idején elérte a fél milliót.
Kr. u. 19-ben itt halt meg Germanicus, akinek testét állami szertartás szerint Antiochia fórumán hamvasztották el. Ezek után a város elszenvedte fennállásának első földrengését. Kr. u. 37-ben Caligulának két szenátort kellett a városba küldenie, hogy felmérjék a károkat. Az újjáépítések befejeztével Commodus császár itt tartotta meg az olimpiai játékokat. 114-ben pedig Traianus császár érkezett a városba, és seregeivel itt állomásoztak a Parthus Birodalom ellen vívott csaták ideje alatt.
115-ben egy erős földrengés rongálta meg a várost.
266-ban a perzsák váratlanul megtámadták a Római Birodalom keleti végeit, és rövid időre Antiochiát is elfoglalták. Szinte teljesen kifosztották, és a görög lakosság jó részét rabszolgaként elhurcolták. A nagy csapást nehezen heverte ki Antiochia. A császárok ugyan újjáépítették a várost, de a lakosság nem állt ilyen gyorsan helyre. Ez azért sem volt ekkor egyszerű, mert Antiochia lakói ekkorra már nagyrészt keresztények voltak.

### Keresztény bölcső

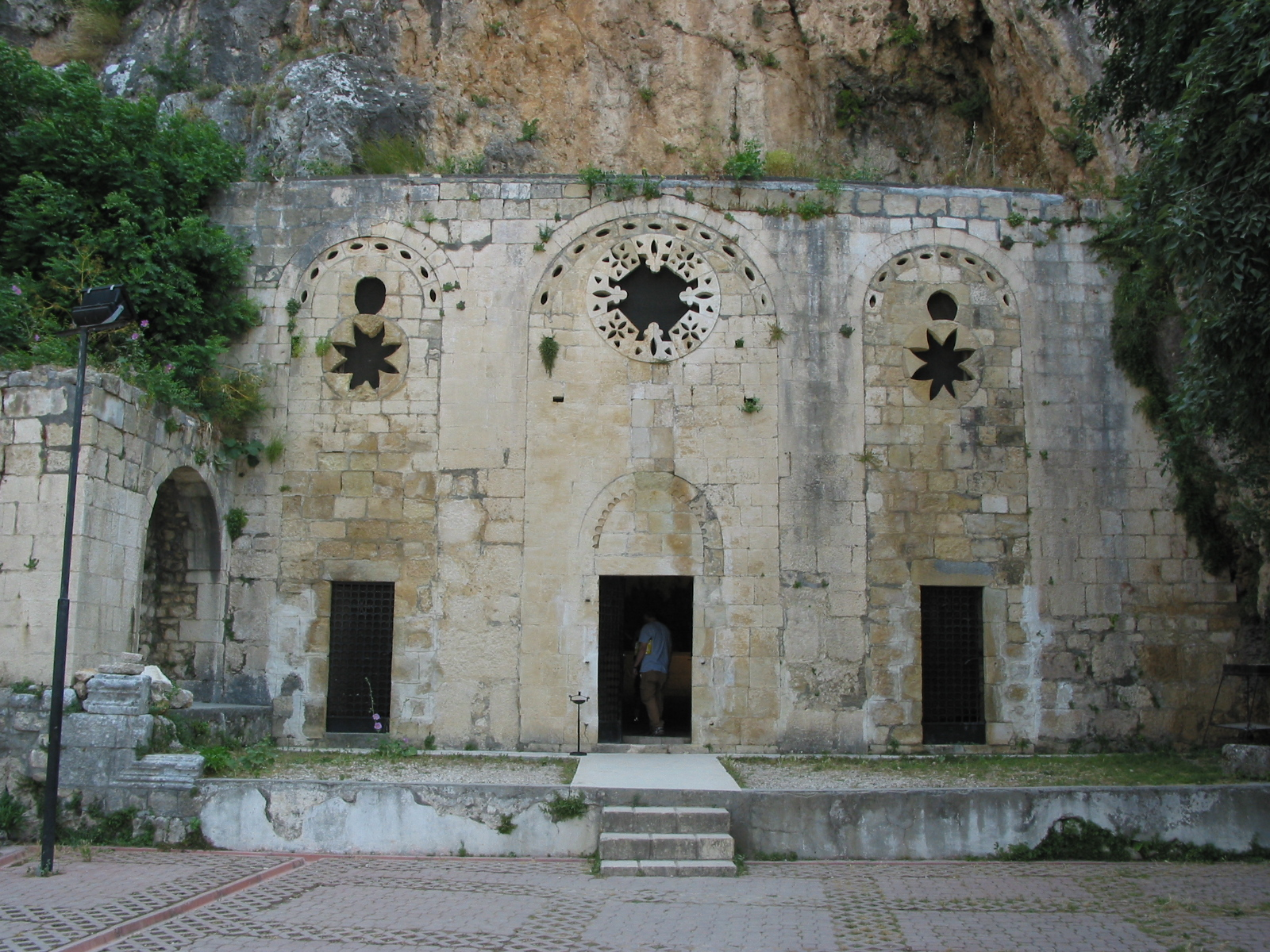
Szent Péter barlangtemploma

Jézus fellépése után a közeli Palesztinából gyorsan terjedni kezdett az új vallás, amelyet a környék nagy számú zsidó népe ellenzett, a pogány istenekben csalódott hellenisztikus népek viszont vigaszt találtak benne. Antiochia valójában autonóm vezetésének köszönhette, hogy a kereszténység egyik korai bölcsője lehetett. A császárok által is elismert városi függetlenség miatt ebben a városban a keresztényüldözéseknek nem adtak helyet. Krisztus halála után a tizenkét apostol hirdetni kezdte az Úr igéjét szerte a világban. Jeruzsálemben hamarosan összetűzésbe és teológiai vitákba keveredtek a zsidókkal. Péter apostol körülbelül Kr. u. 44-ben érkezett meg a népes Antiochia városába, mert úgy gondolta, hogy a város termékeny talaja lesz Jézus követőinek. Erre alapozta évszázadokkal később a város pátriárkája Rómával szemben az elsőbbséget, az apostoli egyház alapjait. Pétert megelőzve 40 körül a városba érkezett a megtért Tarszuszi Saul, vagyis Pál apostol. Az ő térítései nyomán vita tört ki az egyre nagyobb keresztény közösséggel rendelkező Antiochiában arról, hogy az apostoloknak kit szabad megkeresztelnie és kit nem. Sokan úgy vélték, hogy mindenekelőtt a zsidókat kell megnyerni Jézus tanításainak, és a pogányokat nem szabad megtéríteni. A vita hamar elmérgesedett, és a jelentős antiochiai zsidóság is szembekerült a keresztény közösséggel. Ezért Pál megérkezése után nem sokkal Jeruzsálemből egy újabb apostol, Barnabás érkezett a városba. Az ő érveiket támasztotta alá Péter is, akit gyakran a város térítőjének neveztek. A vitának tehát az lett az eredménye, hogy az Úr igéje mindenkinek szól, és előtte mindenki egyenlő, ezért bárkit meg lehet keresztelni. Ezt a döntést a jeruzsálemi Apostoli Tanács is elfogadta. A vita végén Antiochiában először nevezték el a Jézust követőket keresztényeknek. A név eredetileg gúnynév volt, amellyel a zsidók illették az apostolok által megtérítetteket.
Pál és Barnabás a vita lezártával elindult, hogy a birodalom pogány népeit is keresztény hitre térítse. Pál innen indult négy nagy térítő útja közül háromra. 42 körül Antiochából Kis-Ázsia központi részébe utazott, majd valamikor 49 és 56 között szintén ebből a városból indult Görögországba. Harmadik útját 53 és 57 között kezdte meg, amikor Antiochiából Jeruzsálembe ment, majd onnan indult Itáliába. Az egyre nagyobb méreteket öltő kereszténység sok gondot okozott a császároknak is, hiszen a terjedő vallás pogánynak pecsételte azokat az isteneket, amelyektől a császárok származtatták magukat, sőt, amelyek sorába gyakran önmagukat is sorolták. Többször is üldözések törtek ki, és 70-ben Jeruzsálemben is legyilkolták vagy letartóztatták a keresztényeket. Ebben a korban Antiochia független vezetése keresztények ezreit vonzotta a városba, s ekkor vált igazán a keresztény világ központjává a város. A város több nagy hatású gondolkodót és teológust is adott az ókori világnak. Így például Aranyszájú Szent Jánost, Konstantinápoly püspökét, Flaviust, Szent Ignácot, Theophiloszt és Theodorét.
Antiochia tehát az 1. század végére minden téren a keresztény vallás és kultúra fellegvárává változott. Az egész birodalomban itt volt a legnépesebb keresztény közösség, és a teológusok, filozófusok fontos vitákat tartottak itt az új vallásról. Hamarosan átépítették a pogány templomokat a keresztény rítus szerint. Így a Caesar által emelt Jupiter-templom is egy nyolcszögletű katedrálissá változott. A gazdag és nagyszámú kereszténység képes volt bajba jutott testvérein segíteni. A Júdeát sújtó éhínség alkalmával már komoly segítséget tudtak nyújtani a területen élőknek. A római kultúra hanyagolását azonban a császárok nem nézték ölbe tett kézzel. A gondok akkor kezdődtek, amikor Iulianus császár 362-ben Antiochiába érkezett, ahonnan a perzsák elleni hadjáratait irányította. A császárt zavarta a város önállósága, és az is, hogy nagyrészt keresztények lakják. Az antiochiaiak dühét azzal váltotta ki, hogy megemelte a városban az italok és a táncosok árát. A gőgös városlakók bosszúból gúnyt űztek a császárból, és kecskeszakállas törpeként ábrázolták vagy beszéltek róla. A császár bezáratta Antiochia keresztény templomait, és egy újabb szentélyt emelt Apollón tiszteletére a városban. 363-ban pedig itt adta ki keresztényellenes írásait. Az egységes Római Birodalom 395-ben végleg kettészakadt. A nyugati részen Róma, míg a keleti részen Konstantinápoly vált vezető központtá. 387-ben Antiochiában a központi hatalom gyengülését látva felkelés tört ki az adóterhek miatt, és sikerült is egyezségre jutni a megszorult császárral.

### Zsinatok városa

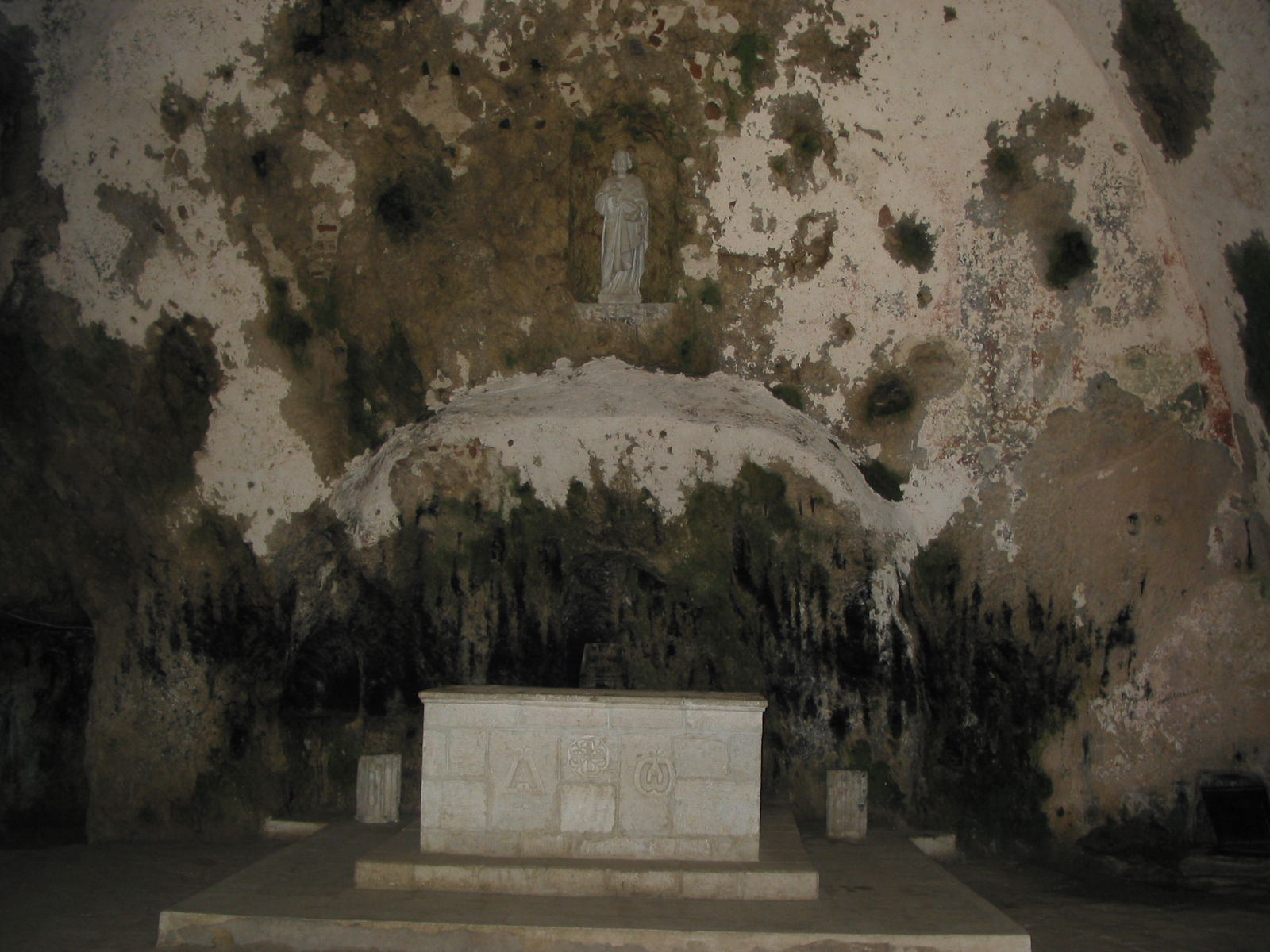
A Szent Péter-barlangtemplom oltára

A kereszténység gyorsan elterjedt a birodalom minden területén, és Antiochiának kiváltságos helyzetén lassan osztozkodnia kellett Alexandriával, Jeruzsálemmel és Rómával. Ennek ellenére az egyik legfontosabb központja maradt a keresztény vallásnak, noha a római pápák (pontosabban ekkor még: püspökök) primátusa egyre nyilvánvalóbban bontakozott ki. A kereszténységet egyre többen választották vallásuknak, és ezért az egyház rendszerének is gyorsan kellett felépülnie. A primátus és hatáskör kialakításához gyakran a Biblia szavait idézték, amelynek értelmezései vitákat szültek a különböző egyházi vezetők között. A vitákat zsinatokon beszélték meg, amelyből öt fontos - nem egyetemes - zsinatot Antiochiában hívtak össze.
- Elsőként hozzávetőleg 251-ben hívtak össze zsinatot a városban, amely csak a Közel-Kelet püspökeinek és főpapjainak szólt. A város püspöke, Fabianus nesztoriánus tanokat vallott, és ennek a megvitatására gyűlt össze a szír klérus. De a püspök halála eloszlatta a vita tárgyát.
- Másodjára 264-ben hívtak össze zsinatot Antiochiában, majd 268-ban és 269-ben. Ez a három zsinat ugyanazzal a problémával foglalkozott, nevezetesen az antiochiai püspök, Szamoszatai Pál nézeteivel. Pál tanait I. Félix pápa is támadta, és az első két zsinaton a szembenálló felek érveket hoztak fel a vitához. Pál azt hirdette, hogy Jézus Krisztus nem volt több egyszerű embernél, akire cselekedetei által szállt az isteni jelző. Ezzel egyúttal azt is állította, hogy Jézus egyházára is így szállt Isten áldása. Ezek mellett a zsinatokon élénk vita folyt a Szentháromság és az isteni megtestesülés formáiról is. Félix végig kitartott az Atya, Fiú és Szentlélek hármasságánál, és végül 269-ben sikerült kiközösíteni az eretnek tanokat hirdető püspököt. Helyére Domnusz püspök léphetett volna, ha a közeli Palmüra királynője, Zenobia nem támogatta volna Pált. Ezért az eretnek püspök egészen 272-ig hivatalában maradt, amikor Aurelianus megtörte a királynő hatalmát és elűzte Pált az antiochiai egyház éléről.
- Ötödikként 344-ben hívtak össze a városban zsinatot. Ennek szükségességét az a közel harmincéves időszak idézte elő, amely a kereszténység arianista felfogásának terjedésével járt. 330 és 358 között az antiochiai patriarchátusi körzetet felváltva vezette ariánus és ortodox püspök. Márpedig a 325-ben összehívott első nikaiai zsinat az arianizmust elítélték. Az antiochiai klérus vitái lassan elmérgesedtek és fegyveres konfliktusokat szültek. Ezért 341-ben újabb zsinatot hívtak össze a városban, amelyen ugyan lemondatták az ariánus tanokat valló István püspököt, de a város lakói már túlságosan magukba szívták az eretnek tanokat, ezért csak nehezen nyugodtak bele a római császár akaratába.
- A történelem folyamán később is tartottak zsinatokat Antiochiában, de azok nem voltak ennyire fontosak. Az 5. században megjelenő nesztoriánus és monofizita tanok megvitatása miatt hívták ezeket össze az esetek túlnyomó többségében. A zsinatok mind elítélték és eretneknek bélyegezték ezeket a tanokat, mégis Antiochia lakosságának nagy része monofizita lett, és az ott élő keresztények nagyrészt mind a mai napig azok.

### A Római Birodalom vége után

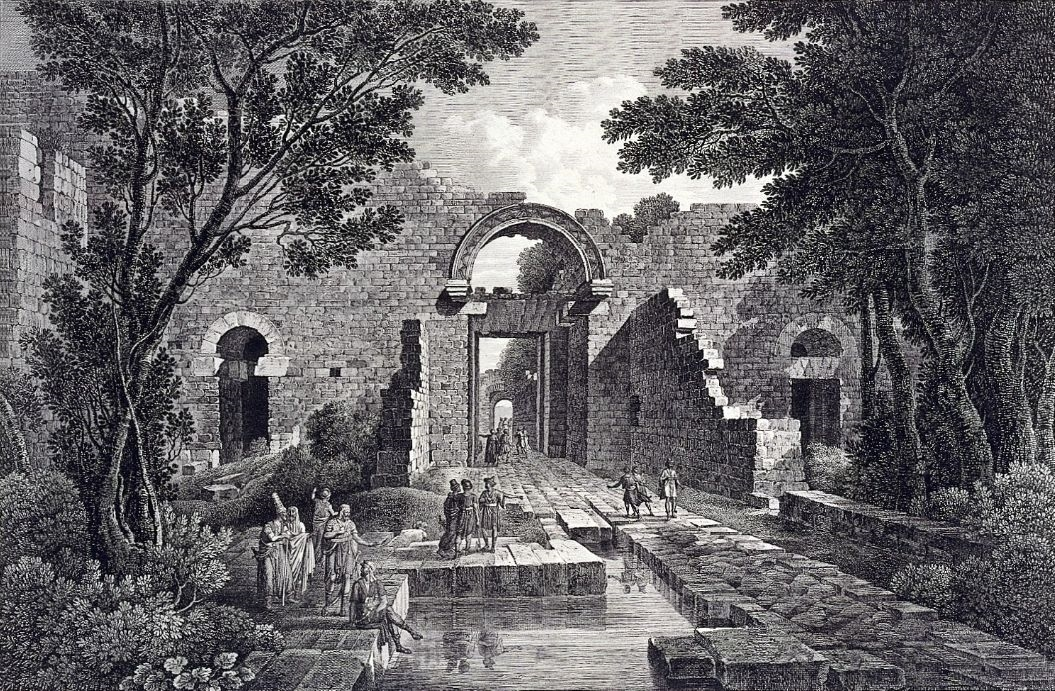
Antiochia lepusztult belvárosa a 18. században

Az ókori hellenisztikus világot és Európa hatalmas részét felölelő Római Birodalom 395-ös kettészakadásával Antiochia helyzete is megváltozott. A keleti birodalom egyik legnagyobb városa lett, és vezető szerepét is megőrizte.
A 4. és 5. században a város a szellemi élet, a művészetek és a keleti egyházak központjává vált. A Rómától egyre távolodó pátriárka tizenöt egyházmegye fölött rendelkezett hatáskörrel és több száz püspök tartozott hozzá az egyházi hierarchiában. Ebből a szempontból Alexandria vetélytársává vált.
A birodalom kettészakadása után vált Antiochia az apostoli patriarchátusok egyik központjává Róma, Jeruzsálem és Alexandria mellett. Az idők során egyre fontosabb keleti végvárrá vált, hiszen Bizáncot gyakran zaklatták a perzsák betörései. Ezért gazdag katonai központként említik a korabeli krónikák.

### A hanyatlás évei
De a bizánci korba lépő Antiochiát a 6. században elérte végzete. A virágzó, gazdag és erős várost 526-ban nagyerejű földrengés rázta meg. Olyannyira nagy, hogy Prokopiosz szerint legalább 300 ezer ember életét követelte. A természeti csapást a város nehezen tudta kiheverni. I. Justinianus császár azonnal a város segítségére sietett, és újjáépítette a megroppant központot. A véderődökben esett károkat és a város ideiglenes gyengeségét kihasználva a perzsák 540-ben megtámadták a várost, és amit a földrengés nem pusztított el, azt az idegen sereg megtette. Szinte porig rombolták a várost, teljesen kirabolták és lakóit rabszolgának hurcolták el. A tragédia után Antiochia már sosem tudta visszaszerezni korábbi dicsőségét. Justinianus hiába tett rá kísérletet, hogy újjáépíti a várost. Kövezett utakat, vízvezetékeket, kutakat és fürdőket emelt a romokon. A szigeten álló Újvárosban pedig felépítette az új Tetrapylont, a császári palotát. A régi városhatárokat jóval szűkebbre szabta, és a megújult várost Theopolisnak nevezte el, amelynek neve Isten városát jelenti. 542-ben pestis sújtotta a várost, és a földrengések is újult erővel törtek rá a vidékre. 551-ben, 557-ben, 587-ben és 588-ban is rengett a föld Antiochában. Hajdani nagy lélekszáma ekkor nagyon leapadt, és mindössze erős erődje miatt tudott valamelyest jelentékeny városka maradni Bizánc keleti részén. Az ókori ragyogás tehát tovatűnt, és már nem is jött vissza. A kereskedelem ugyan még jelenthetett volna fejlődést, és a Selyemútnak hála a korábbi olajültetvények mellett a selyemgyártás is gazdagította az itt maradt embereket, de a keleti kereskedelem súlypontja lassan nyugatra tolódott. 638-ban, Hérakleiosz császár már nem tudta megvédeni a várost a kelet felől feltűnő féktelen hódítók, a szaracénok ellen. Több mint háromszáz éven át arab kézre került. Arabul Antákijja (أنطاكية) néven ismerték. A város ekkor teljesen elveszítette jelentőségét. Az arabok a megmaradt keresztény lakókat hatalmas adókkal sújtották, és nem törődtek a várossal. A legtöbb kereskedelmi út már elkerülte a várost, és menthetetlenül pusztultak a hellenisztikus emlékek. II. Niképhorosz Phókasz császárnak csak 969-ben sikerült visszafoglalnia a várost az araboktól, de a keresztények minden igyekezete ellenére csak rövid időn keresztül maradhatott bizánci kézen. 1085-ben ugyanis a szeldzsukok újra iszlám befolyás alá vetették a várost. Antiochia ekkorra már a keresztény világ számára is csak legendás, történelmi város maradt, amelyet az 1095-ben meghirdetett keresztes háborúk egyik célpontjának jelöltek ki.

### Antiochia ostroma
Az iszlám közel-keleti hódításai ellen az első keresztes háborúban ragadtak először fegyvert Európa keresztény népei. Sokakat vezérelt a vallásosság, de talán még többekben munkálkodott a hatalom- és vagyonszerzés lehetősége. A Bizánc felől érkező hadak az elsők között akarták bevenni Antiochia várát. Míg Boulogne-i Balduin és Tankréd galileai herceg Edessza felé vezették seregüket, Tarantói Bohemund a több mint négyszáz toronnyal büszkélkedő város ostromába fogott. Antiochia ostroma a keresztes történelem egyik legkiemelkedőbb csatájaként vonult be a krónikákba. 1097 októberében kezdődött a kilenc hónapon át tartó ostrom, amely mindkét felet nagyon megviselte. A gigantikus erődöt alig pár száz arab próbálta védeni, de a mesteri falak segítségével még ez a maroknyi csapat is fel tudta tartóztatni a tízezres keresztes sereget. Bohemund végül 1098. június 3-án lefizetett egy Firúz nevű toronyőrt, aki valamikor keresztény volt, és csak így tudott betörni a városba. A felbőszült sereg mindenkit lemészárolt, akit a falakon belül talált.
Moszulból Kerboga bég vezetésével muszlim sereg érkezett a feldúlt város visszafoglalására. A kereszteseknek még nem volt idejük, hogy elfoglalják állásaikat az erődben, ezért Antiochia belvárosa Kerboga seregeinek megérkeztével hadszíntérré változott. Bohemundnak végül június 28-án végleg sikerült elfoglalnia Antiochiát.
Miután a harcok elültek, Bohemund úgy döntött, hogy nem fogad hűbéresküt I. Alexiosz bizánci császárnak, mivel az visszafordult seregeivel, amikor meghallotta, hogy a keresztény hadak először betörtek a várba. Helyette a győztes hadvezér felvette az „Antiochia fejedelme” címet, és ezzel megalapította az Antiochiai Fejedelemséget. Ezt az önállósodást Konstantinápoly nem nézte jó szemmel, és katonai nyomást akart gyakorolni Bohemundra, aki 1100-ban fogságba esett a Rúmi Szultanátus ellen vívott harcokban. Fogságában Tankréd galileai herceg lett a fejedelemség régense.
Az új uralkodó rendbeszedte Antiochia erődrendszerét, majd kiterjesztette a fejedelemség határait, méghozzá Bizánc kárára. Elfoglalta Tarszusz városát is. 1103-ban Bohemund kiszabadult fogságából, de meghagyta Tankréd régensi címét, és 1105-ben Itáliába utazott, hogy újabb seregeket hozzon fejedelemségébe. 1107-ben a mai Albánia területén Bohemund megtámadta Alexiosz birodalmát, de a Durazzónál elvesztett csata után kénytelen volt aláírni a devoli békét, amelyben esküt tett arra, hogy halála után a fejedelemség Bizánc vazallusállama lesz. Bohemund Aleppo ostromára vonult ezután, majd hamarosan szülőföldjére tért vissza, ahol 1111-ben meghalt.

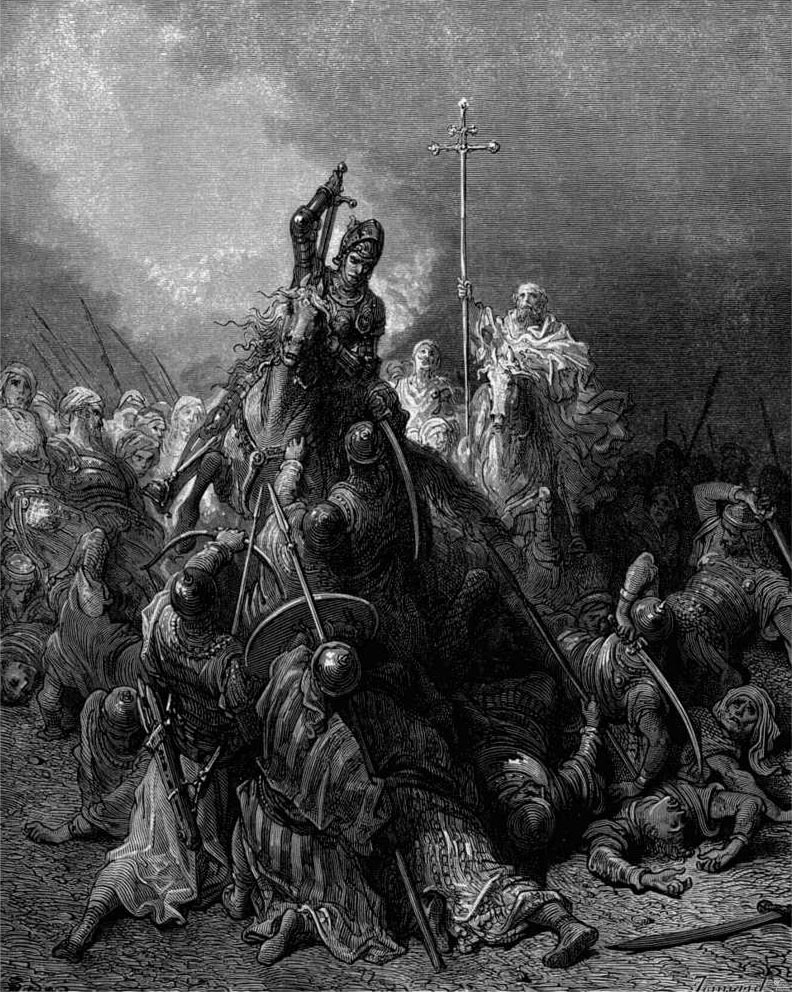
Gustave Doré: Az antiochiai csata

Tankréd uralkodott a fejedelemség fölött, és nem egyezett bele a bizánci császár követeléseibe. Alexiosz nem csupán hűbérállamot akart létrehozni Antiochiából, hanem a birodalmához akarta csatolni. A Tripoliszi Őrgrófság és a Jeruzsálemi Királyság is Tankréd mellé állt, így Bizánc újra hoppon maradt, és Antiochia megőrizte függetlenségét. 1112-ben, Tankréd halála után II. Bohemund foglalta el Antiochia trónját. Az ifjú fejedelem helyett Salernói Roger uralkodott régensként, aki 1113-ban visszaverte a szeldzsukok támadását, majd a jeruzsálemi seregek ellen vívott harcban meghalt. Halála után 1119-ben Bohemund névleges uralma mellett II. Balduin jeruzsálemi király uralkodott a fejedelemségen. Ettől kezdve Antiochia a Jeruzsálemi Királyság vazallusállama lett. Először 1138-ban, majd véglegesen 1158-ban I. Mánuel császárnak sikerült hűbéresküt kifacsarni az antiochiai fejedelmekből. Ez azért következhetett be, mert 1144-ben elesett a fejedelemség nyugati szomszédja, az Edesszai Grófság, és a szeldzsuk seregek elfoglalták a fejedelemség keleti felét.
A birodalom befolyása 1180-ig, Mánuel császár haláláig maradt fenn. Ezek után Bizánc levette védő kezeit Antiochiáról, amely így egyre vonzóbb célponttá vált a szeldzsuk hadvezérek szemében. Csak az itáliai városállamok flottái védték meg a várost a pusztulástól, de a fejedelemség érezhetően hanyatlani kezdett. A további keresztes háborúkban már nem tudott fontos szerepet játszani, és hamarosan a szomszédos Kis-Örményországgal keveredett hatalmi vitába. 1254-ben ugyan sikerült elsimítani a két szomszédos állam ellentétét, amelyben Antiochia örmény vazallus állam lett, mégsem sikerült felvenni a harcot a hódítókkal. 1268. május 19-én Bajbarsz mameluk szultán foglalta el a várost és egész Észak-Szíriát.

### Mameluk és török uralom
Úgy tűnt, hogy a hajdani dicsőség a keresztes hadjáratok végére véglegesen elmúlt. A muszlim mameluk szultánok uralma alatt álló város a háborúk és ostromok után több évszázadon keresztül romos, elfeledett település lett. Pompás erődrendszere ugyan helyenként még állt, már nem tudta betölteni védelmi szerepét. A középkori történetírás legközelebb 1517-ben emlékezett meg róla, amikor a mamelukok ellen indított török hadjárat során az Oszmán Birodalomhoz csatolták. Ettől kezdve Antakya lett a neve. Az Orontész folyó lassan eliszaposodott, így az ötezres kis várost elvágta a Földközi-tengertől, amely még éltette a megmaradt szerény kereskedelmet. A történelmi mélypontból mind a mai napig nem tudott kilábalni Antiochia, bár a jelen sokkal biztatóbb, mint az elmúlt nyolcszáz év.

## Művészet és kultúra

### Építészeti örökség
Antiochia igazán a Szeleukidák uralkodása alatt vált az ókori világ egyik központjává. Eleinte a városalapító uralkodók a kisvárosból igazi központot akartak kialakítani. Alig száz év leforgása alatt Antiochia lakossága több százezerre duzzadt, és IV. Antiokhosz megalapította a negyedik városnegyedet is, amelyet körbe vett a méltán híres négyszáz tornyú erőddel. A szigeten álló Újváros vált Antiochia és az egész Szeleukida Birodalom kormányzó központjává. Itt állt a királyi palota, a közigazgatási intézmények nagy része és a művelődés központjai. Antiokhosz idején építették fel a Buleoteriumot, amely a senatus palotája volt. A nagy király megépíttette a várost körülölelő kövezett utat, és a Szilpiusz-hegy aljában egy színházat, valamint az Örök tűznek szentelt templomot.
Ezek az emlékek mindössze a krónikákból fennmaradt darabkák, amelyek nem tudják visszaadni Antiochia épületeinek gazdagságát, díszítettségét. Különösen igaz ez a várost körbevevő parkok és ligetek villáira. A győzedelmes hadjáratokból visszatérő Szeleukida uralkodók gyakran azzal kápráztatták el Antiochia lakóit, hogy az utak mentén szobrokat, szökőkutakat és kisebb parkokat állítottak fel.

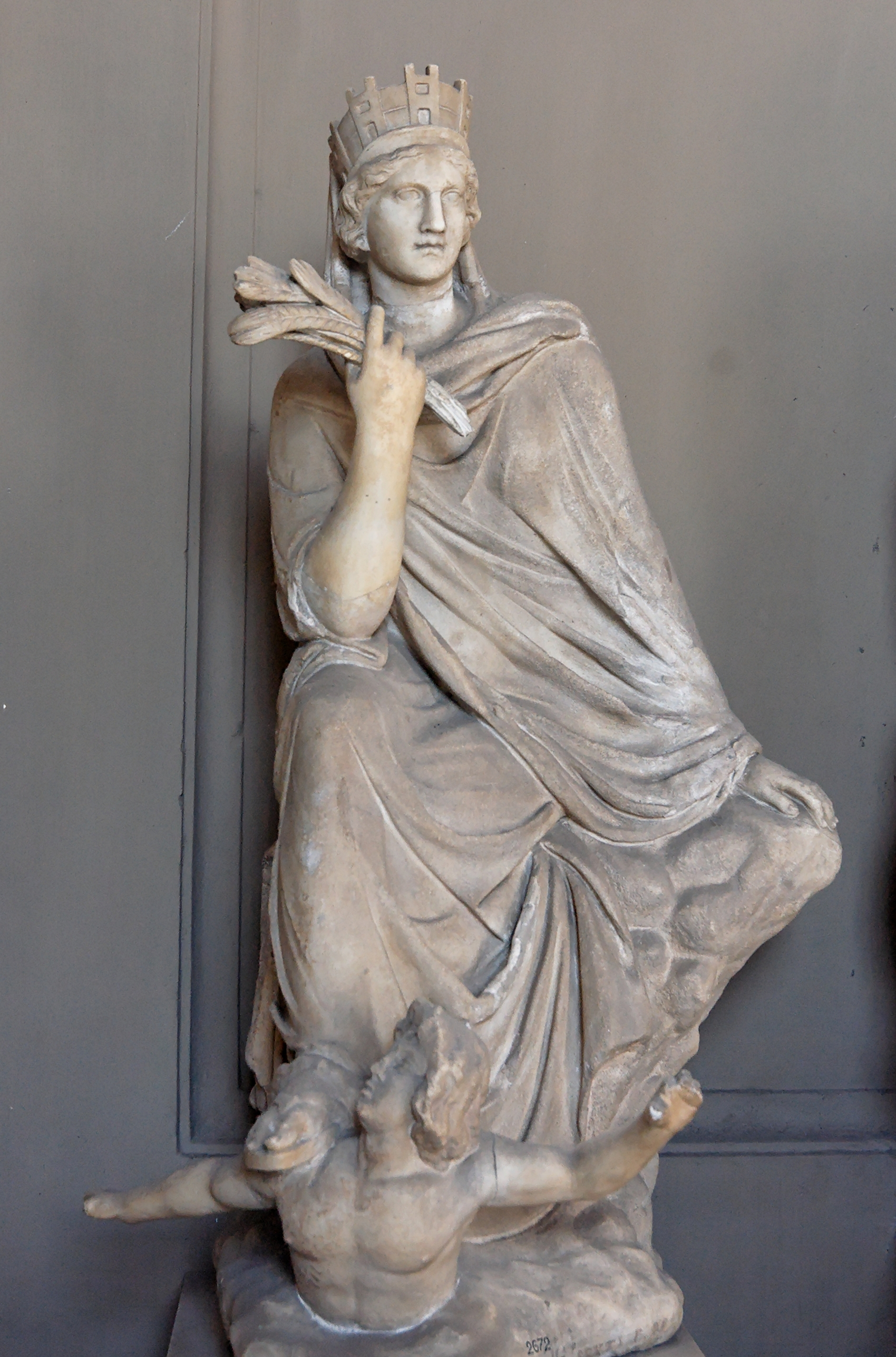
Antiochiai Tükhé

A leghíresebb szobor, amely ezek közül fennmaradt az Antiochiai Tükhé nevet viseli, és ma a Vatikán egyik múzeumában tekinthető meg. A szobrot a lüszippoi iskolában tanult Szükiónei Eutikhidész készítette még a Szeleukidák uralma alatt. A szerencse istennőjének, Tükhének nagy szerepe volt az antiochiai hagyományokban és hitvilágban. Annak idején a város alapítója, I. Szeleukosz Nikátor az ő segítségét kérve jelölte ki fővárosának helyét az Orontész partján. A szobor magát a szerencsét mintázza, de Tükhé nőalakja egyben a város megszemélyesítője is. Az istennő egy kőszirten ül, amely a Szilpiusz-hegy allegóriája, és a szirt előtt egy emberalak tartja vállán a megpihenő Tükhé jobb lábát. Ez az alak az Orontész megtestesítője. Az istennő koronája Antiochia falait idézte, a kezében lévő gabonakévét pedig a termékenység szimbólumaként ábrázolták.

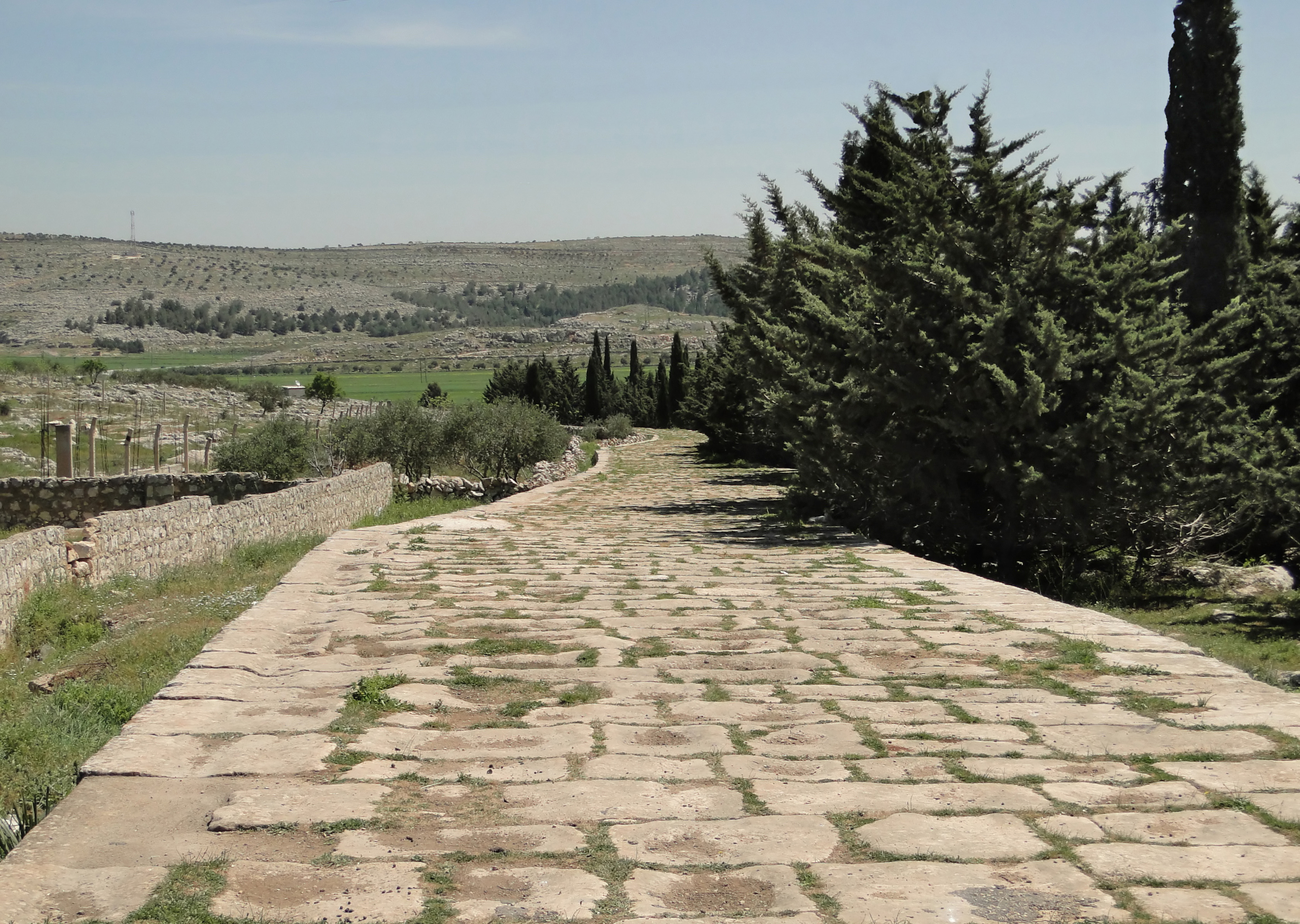
Antiochiát és Khálkiszt összekötő ókori római út a mai Szíriában

A Szeleukidák bukása után Antiochia a Római Birodalom harmadik legnagyobb városaként igen megtisztelő helyzetben volt. A római császárok, főként az Augustus korabeliek, igen tisztelték a várost, hiszen az gyakran állt a császári hatalom mellé. Ezért már Julius Caesar is szívesen szépítgette Antiochiát. Az ő korában kibővítették a Szilpiusz lábánál álló színházat, amfiteátrumot, fürdőket és vízvezetéket építtetett. A város citadelláját kibővítette és a várhegy oldalán felhúzta a később Caesareum néven emlegetett bazilikát. A későbbi korok császárai szívesen építettek nyári palotákat a város környéki ligetekben, és sokszor gazdagították az antiochiaiakat vízvezetékekkel, utakkal, fürdőkkel.
A római korban nemcsak a császárok hagyták kőbe vésve évszázadokig fennmaradó jelüket, hiszen a keresztény mozgalmak egyik fellegvárává alakuló város több ókeresztény emlékkel is rendelkezik mind a mai napig. Ezek közül a legkiemelkedőbb Szent Péter Barlangtemploma. A sokak által Szent Péter barlangjának nevezett építmény az ősi Antiochia külterületén állt. A keresztesek korától kezdve széles körben elterjedt az a hagyomány, miszerint a barlangot maga Szent Péter apostol alakította át templommá, ahol az akkoriban tiltott vallás egyik első közössége titkos találkozókat szervezett. Ezt a tradíciót a tudomány még nem alapozta meg, és akár elképzelhető is lehet, hiszen Péter és Pál is járt a városban. Történelmi tény, hogy Antiochiában népes keresztény közösség alakult ki. A templom homlokzatán látható díszes, virágmintájú ablakokat már a keresztesek vájták ki az Antiochiai Fejedelemség fennállásakor. A templom belseje egyszerű berendezéseket takar. Egy faoltár, egy kőtrón és egy szobor áll bent, a falakon freskók nyomai, a padlón pedig mozaikdarabkák emlékeztetnek arra, hogy valamikor felkapott zarándokhely volt a barlang.
Nagy Constantinus császár korában alakult át először Antiochia arculata jelentősen. Az első keresztény császár keletebbre helyezte székhelyét, és ebben nem merült ki teljesen kelet-mániája. Antiochia pogány templomait átalakította, így alakult ki a Szilpiusz lábánál a Caesareumból átépített nyolcszögletű katedrális.
Később I. Justinianus korában épült át jelentősen a város. A földrengések pusztította Antiochia utolsó tündöklése volt ez. Az oszlopsoros főutakat újjáépítették, a császár megerősíttette a több száz toronnyal bevehetetlenné tett antiochiai erődvonalat, bár ez most rövidebb körben védte a várost a támadásoktól. Felújította a szigetet, amelyen felépült a Tetrapülon, vagyis a császári palota, a hippodrom, a fórum, újabb fürdők nyíltak, megújultak a vízvezetékek és az utak, a színház és az amfiteátrum is újjáépült. De ez volt az utolsó átépítés a város történetében, amely a keresztes háborúk okozta pusztítást már nem tudta kiheverni. Az iszlám időszakban épült minaretek és mecsetek már egy letűnt dicsőség jegyében épültek fel.

### Mozaik fellegvár
A ma ismert római mozaikok egyik legnagyobb és legszebb lelőhelye az ősi Antiochia. A gazdag kereskedők gyakran díszítették saját villáikat mozaikokkal, és a középületek, paloták sem szűkölködtek ezekben a műalkotásokban. A bizánci hatás is kedvezett a művészet ezen ágának. Az 1930-as években feltárt mozaikrészletek mára világhírűekké váltak, és az antakyai régészeti múzeum mellett darabjai megtalálhatóak a párizsi Louvre-ban és az Egyesült Államokban is. A mozaikképek nem csupán Antiochiából származnak, hanem a környező külvárosokból is. Ezen a téren jelentős központ volt a hellenisztikus kor egyik zarándokhelye, Daphne, de Seleucia Pieria, a kikötőváros is hasznos lelőhely volt. Az alábbiakban a négy legismertebb antiochiai mozaik látható:

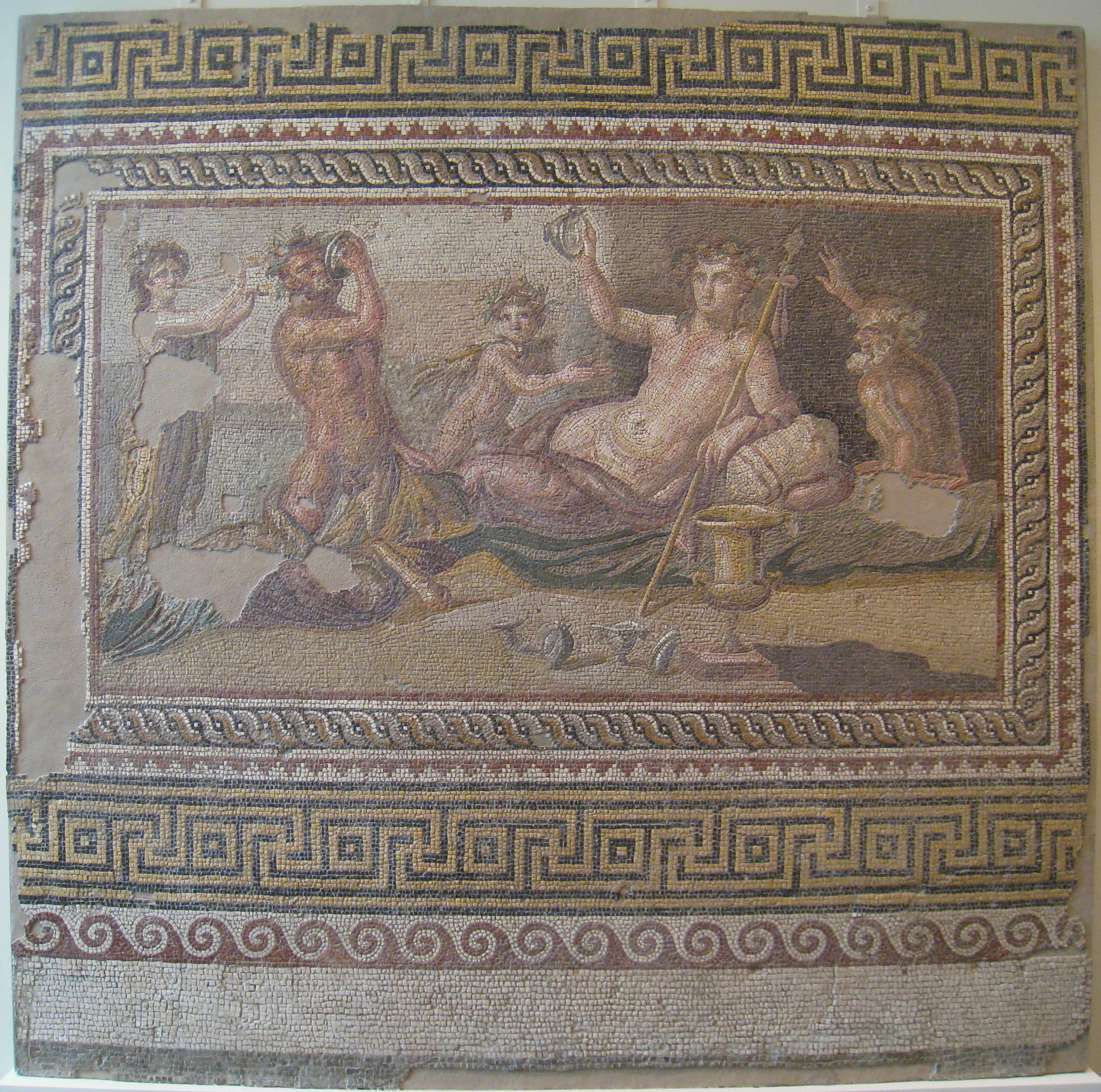
Az Ivóverseny mozaik

- Az első az Ivóverseny címet viseli, amely Héraklész és Dionüszosz között zajlott. A mozaik Daphnéból származik, az úgynevezett Átrium Házból és hozzávetőleg a 2. század kezdetén készült. A látogató annak idején ezt a mozaikot látta meg elsőként, amikor belépett a házba. Két oldalról két másik Dionüszosz témájú mozaik állt. Az istenség és a nagy hős versenyét egyébként a római világban igen ritkán örökítették meg. Mindössze háromszor adódott erre példa, és ezek közül még egy szintén Antiochiában. A mozaik középpontjában Dionüszosz látható, amint kényelmesen elfekszik egy pamlagon. A fehér bőrrel ábrázolt istenség felfordítja ivókupáját, jelezvén, hogy ő nyerte meg a versenyt. Tőle jobbra fehér szakállal és ősz hajjal Silenos ünnepli Dionüszosz győzelmét. A jelenet két hőse között egy Erósz-képű gyermek mutat a verseny győztesére. Héraklész barnább alakja térden állva igyekszik utolérni az istent. Segítségül háta mögött egy ifjú női alak fuvolázik. A kép előterében a verseny nyomai láthatók: üres kupák és serlegek. A mozaikot ma az angliai Worcester-ben tekinthetjük meg.

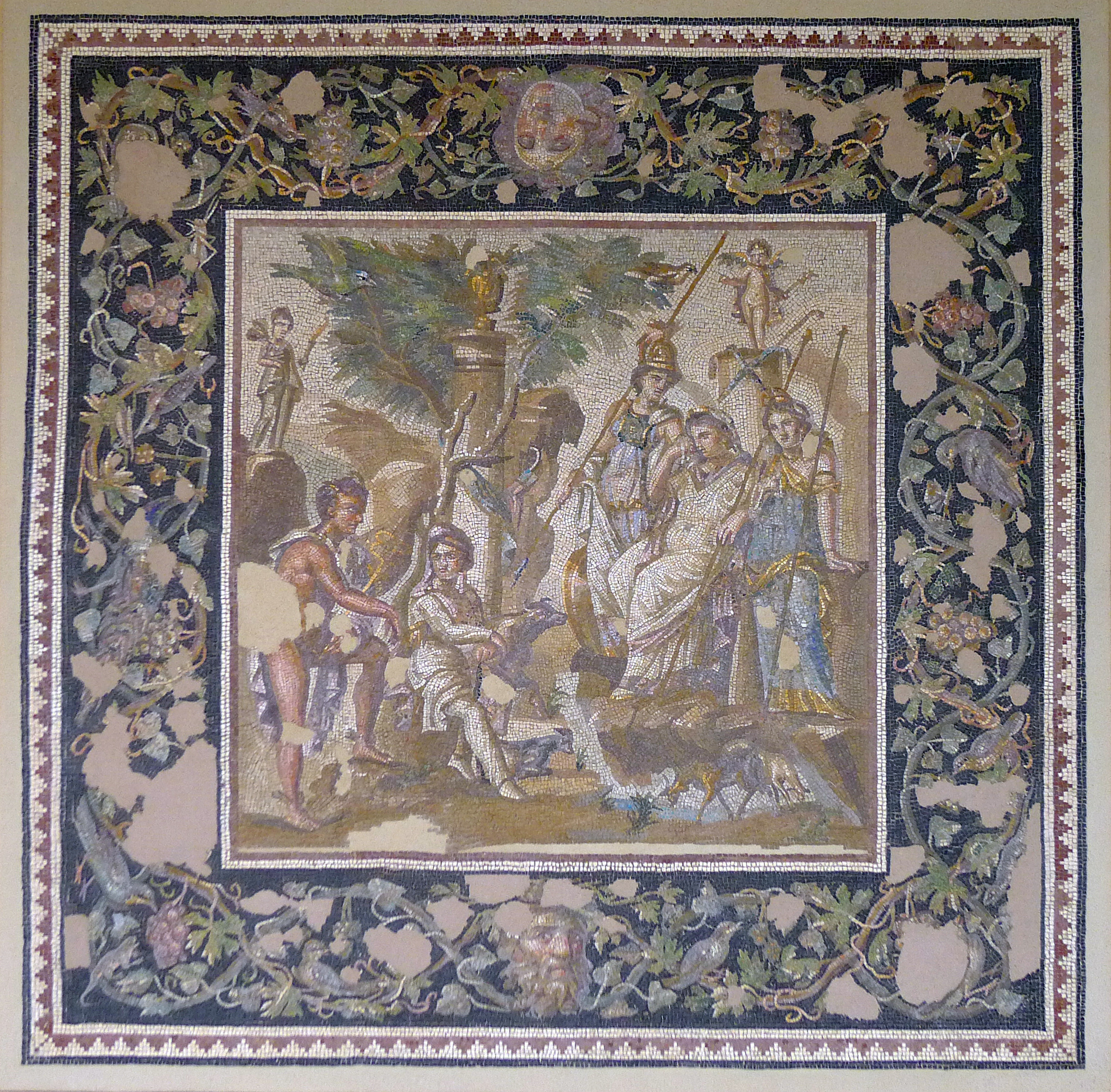
Parisz döntése

- Másodikként a Louvre-ban őrzött Parisz döntése című mozaikot érdemes megemlíteni. Szintén a 2. század elejéről származik, és ez a kép is a daphnéi Átrium Házat ékítette. A város fénykorában Parisz, trójai herceg döntésének jelenete a terem hátsó részében volt, méghozzá olyan magasságban, hogy a pamlagokon elfekvő lakomázók épp ezt a jelenetet lássák. A herceg döntése a görög mitológia egyik legismertebb jelenete. Erisz, a viszály istennője egy aranyalmát gurított be az Olümposzra, amelyen a „legszebbnek” felirat volt olvasható. Zeusz az ifjú hercegre bízta a döntést, ugyanis ezért a megtisztelő címért három hatalmas istennő szállt versenybe. Athéné, Aphrodité és Héra ezen a mozaikképen is jelen vannak. A mozaik kép jobb felén látható a három istennő alakja. Középen Héra ül trónusán, tőle jobbra Athéné, míg balján Aphrodité látható. A szépség és szerelem istennőjének alakját a fényesebb tesserae kövekből rakták ki, amely utal arra, hogy ki nyerte el végül az aranyalmát. Parisz herceg frügiai pásztor öltözékében egyik lábát egy sziklán pihentetve hallgatja a mellette álló Hermész tanácsait. A két tanakodó férfialak felett Psziché áll, aki az istennők felett látható Erósszal néz farkasszemet. A városlakók szerint a döntő jelenet éppen Antiochiában játszódott le. A jelenet a legaprólékosabban kidolgozott mozaikképek közé tartozik.

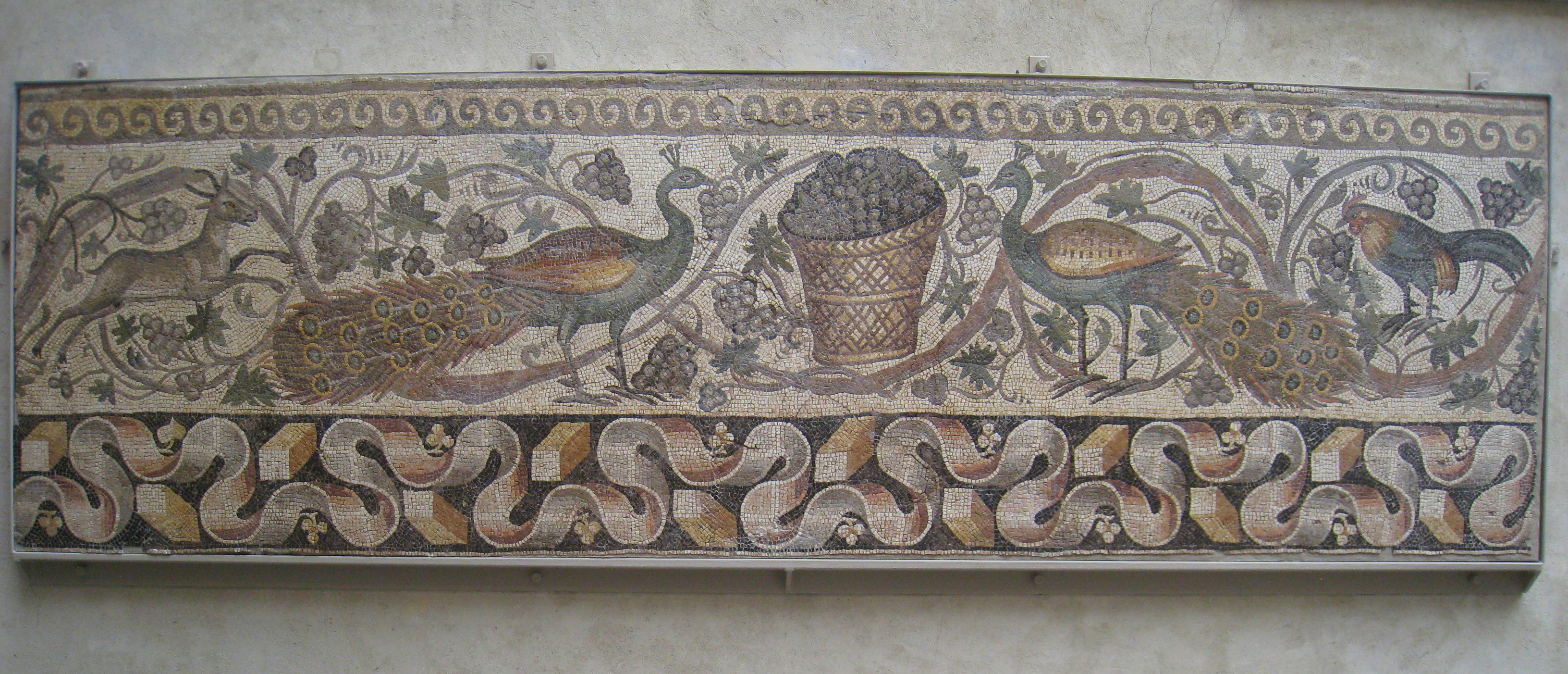
A Páva mozaik

- A harmadik mozaikkép a Pávák nevet viseli. A hellenisztikus művészetet átvevő római motívumok itt már háttérbe szorultak, és a keresztény szimbólumok jelentek meg ezen a képen. Daphne egyik közigazgatási intézményéből származik a mozaik kép, amelyet a 6. században készítettek. A kép középpontjában egy borszőlővel megrakott kosár látható, és több utalás is van a borra az egész képen. A korai keresztény művészetben gyakran látható a bor, mint Jézus egyik szimbóluma. A gazdagon díszített minta pedig az Úr teremtményeinek sokaságát jelzi. A keresztény minták mellett a római hatás is felfedezhető a mozaikon, hiszen a pávák a római szimbolikában a halhatatlanságot, a jövendő örök életet jelképezték. Valószínűleg azért, mert a pávák minden télen elhullajtották díszes tollaikat, hogy aztán tavasszal újakat növesszenek. Ma a worcesteri régészeti múzeumban látható.

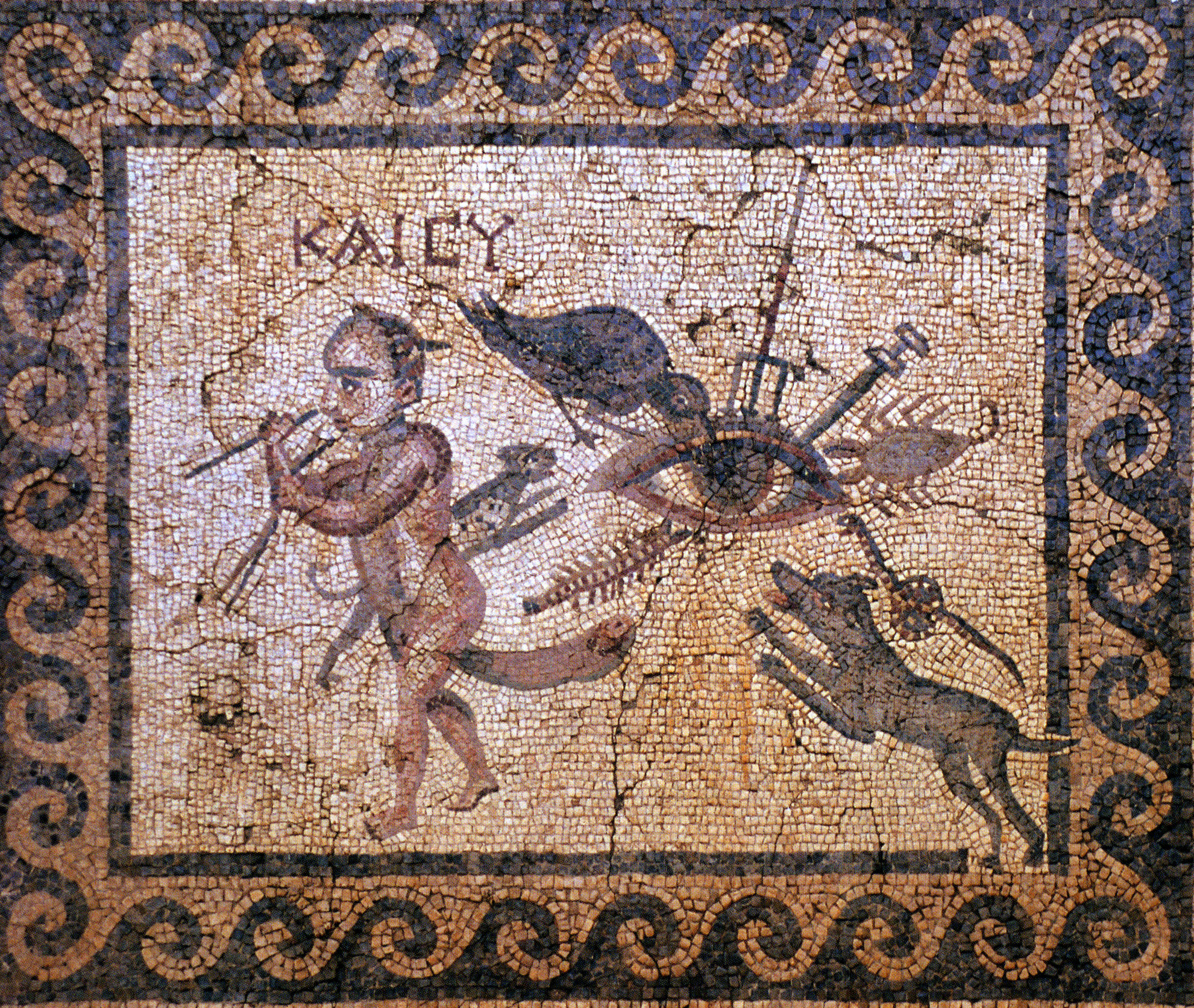
A gonosz szem mozaik

- A negyedik a Gonosz Szem nevet viselő mozaik, amely Antakyában látható. A 2. század elején keletkezett alkotást az egyik fennmaradt antiochiai lakóházban találták meg, amelyet a mozaikról Gonosz Szem-háznak neveztek el a feltárók. A mozaik egy szemet ábrázol, amely a házba betörő gonosz szemet jelképezi. Ezt a szemet egy vad kutya, egy ölyv, egy kígyó, egy rák, egy százlábú, egy leopárd, egy háromágú szigony és egy kard is támadja. A római hiedelmek szerint ha egy hasonló mozaik képet helyeznek a ház sötét kapualjaiba, folyosóiba, akkor az védelmet jelent a betolakodók ellen. A képen látható felirat: KAI CY, azt jelenti görögül: És te?.

### Azantiochiai iskola
Antiochia nem csupán a fizikailag megfogható értelemben volt az ókori világ egyik művészeti és kulturális központja. Nagy népessége miatt a különböző filozófiai és később vallási irányzatok központjává vált. Amikor a hatalmas várost a Római Birodalomhoz csatolták, Cicero úgy írt róla, mint az ismert világ szellemi központjáról. Nikomédia mellett a szofisztikusok legfőbb hadiszállása volt.
Mindezek mellett az antiochiai szellemi élet a kereszténység megjelenésekor bontakozott ki igazán. A 3. század végén létrejött ókeresztény teológiai irányzatot antiochiai iskolának nevezték el. A 4. századra elnyomta a vetélytárs alexandriai iskola tanításait. Az egyiptomiak szerint a Bibliát allegorikusan kell értelmezni. Ezzel szemben az antiochiai iskola hívei úgy vélték, hogy a Szentírást szó szerint kell magyarázni és hirdetni. A teológiai vitába hamarosan a római pápa is bekapcsolódott. Az antiochiai iskola egyre inkább az egyházi kiközösítés felé haladt, így külön vallási közösséget hoztak létre. Ekkor fejlődött ki a nesztorianizmus. Az antiochiai iskola legjelesebb képviselője közé tartozott Aranyszájú Szent János, Lucianus és Tarszoszi Theodorosz is.

## Daphne
Az Antiochiától alig 8 km-re nyugatra fekvő Daphné volt az ókori világ egyik legpompásabb városrésze. Közigazgatásilag a szeleukida fővároshoz tartozott, és a két település nevét egykoron nem is lehetett szétválasztani egymástól. A gazdag kereskedővárosban sokan hódoltak az antik istenek előtt, vagy a görög mitológia egyes alakjai előtt. A fáma szerint élt valamikor egy Daphné nevű drüád, akibe Apollón nagyon beleszeretett. Ovidius írásai nyomán a fellángolást Erósz idézte elő. De a szerelem megtestesítője ezúttal nem boldogságot hozott a szívekbe. A múzsák vezetője ugyanis egy alkalommal becsmérelte Erósz íjásztudományát, aki erre végtelenül megsértődött. Ráadásul a szárnyas lényt idegesítette az istenség állandó nyekergése. Erósz bosszúból arany nyilával szerelmet ébresztett Apollón keblében, míg ólomból öntött nyílvesszeje kioltotta Daphné szívéből az összes érzelmet. Az isten naphosszat üldözte szerelmével a szépséges Daphnét, aki elmenekült szülőföldjéről, és Kis-Ázsia keleti tájaihoz is eljutott. Apollónban csak nem akart szűnni a szenvedély, és kitartóságát látva Daphné úgy döntött, hogy megkéri Péneusz folyóistent, hogy segítsen neki. A folyamisten a lányt babérfává változtatta, amely később a bús istenség attribútuma lett. Apollón változtatta örökzölddé a babért, és attól kezdve viseltek babérkoszorút az olimpiai játékok győztesei.

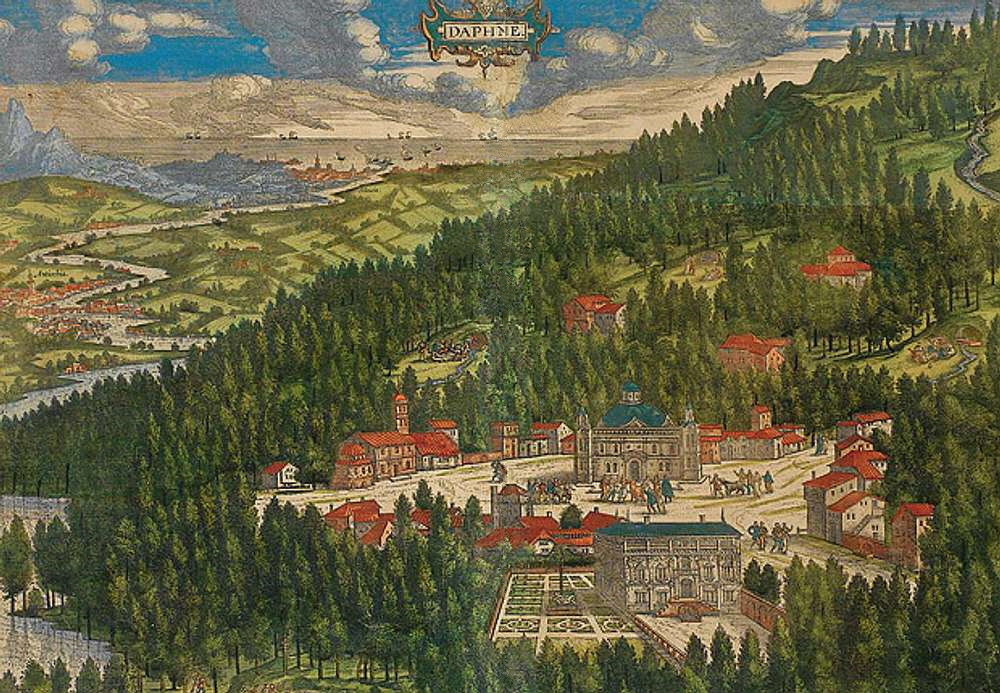
Abraham Ortelius: Daphné (16. század)

A legenda azt is megemlíti, hogy az a hely, ahol Daphné babérfává változott, valahol Antiochia környékén van. Itt alakult meg a drüád nevét felvevő jóshely, amely Apollón kultuszának egyik legkiemelkedőbb helyszíne volt. A kelet gazdag kereskedői és tisztviselői szinte kivétel nélkül építettek Daphné ligetében villákat vagy palotákat. A nagyvárosból a jósdához vezető utat az ókorban az egyik legfontosabb útvonalként tartották számon. Nem véletlen, hogy Arany Kapunak nevezték el a Daphnéba vezető út kapuját Antiochiában. A csodaszép ligeteken, parkokon és kerteken átvezető út mentén szobrok, szökőkutak és pompás villák sorakoztak egészen a jóshelyig. A korabeli tehetős emberek bámulatos emlékeket hagytak maguk után, hiszen a 20. században indult ásatások lenyűgöző házak alapjait, mozaikjait és hétköznapi tárgyait tárták fel. Magáról a jósról azonban keveset tudni. Valószínűleg inkább egy Apollónnak szentelt szertartásról lehetett szó.

## Patriarchátus
A kereszténység egyik ősi bölcsője valamikor a legfontosabb vallási központ volt. Az antiochiai egyházmegye története igen bonyolult szálakon vonul végig a történelem során. A keresztény egyházak tagolódása és története irányította az antiochiai pátriárka személyének változásait és hovatartozását.
Antiochia pátriárkája automatikusan megkapja az Antiochia püspöke címet is. A 4. századra kialakult egyházi hierarchia alapján az antiochiai püspök volt a Közel-Kelet legnagyobb hatalmú egyházi vezetője. Joghatósága kiterjedt a mai Törökország keleti részére, Libanonra, Izraelre, Szíriára, Jordániára, Irakra, Iránra és Palesztinára. Ebben az időben a legnépesebb keresztény közösség lelki vezetője volt. Miután az antiochiai egyházat hagyományosan Szent Pétertől eredeztették, Antiochia püspökei abszolút primátust harcoltak ki maguknak a keresztény szervezeten belül. Antiochia pátriárkája ekkor megelőzte rangban a jeruzsálemit, az alexandriait és a rómait is. Bár ez csak rövid időre volt így, az egyházak és a pátriárkák nagyjából egyetértettek abban, hogy Róma lesz a kereszténység központja. Antiochiát már megrázta az első földrengés, és sokat veszített hajdani rangjából, de az antiochiai pátriárka az egyház szervezetében még mindig igen nagy befolyást tudhatott magáénak. Az antiochiai egyház tagozódása és mai szerteágazó alakjának létrejötte 451-ben kezdődött el. A Khalkédóni zsinat határozatainak következtében az egységes keresztény egyház először vált szét. Az egyetemes zsinat tételeit elutasító közösségek létrehozták az ókeresztény keleti egyházakat, amelyek jórészt monofizita tanokra épülnek. A kereszténység ezen ága mind a mai napig fennáll. Az antiochiai egyház vezetésében a zsinat egy ideig nem okozott törést. Majd 544-ben a monofiziták és az ortodox keresztények nem tudtak megegyezni az egységes pátriárka személyében, ezért ekkor ketté bomlott az antiochiai pátriárka hivatala. A monofizita ágból alakult ki a Szír Ortodox Egyház, az ortodox ágból pedig az antiochiai ortodox egyház, mindkettő vezetője ma is viseli az Antiochia pátriárkája címet.
A patriarchátus többször is vitába került a római pápával, de a város történelme hamarosan elsimította a nézeteltéréseket. 638-ban arab seregek foglalták el a várost. Az iszlám térhódítása elmosta az antiochiai egyház hatalmát, sőt a keresztény vezetők jó időre elmenekültek a városból. A khalkedóni zsinat után a főként szír és perzsa monofiziták nem nézték jó szemmel a zsinat határozataihoz hű keresztényeket. A többségében monofizita városból sok szerzetes menekült el, míg mások a városban maradtak, és tűrték a monofiziták csúfolódásait. Az előbbiek remeteségbe vonultak. Továbbra is a pápát ismerték el vezetőjüknek, de az iszlám hódítás után teljesen magukra maradtak, ezért 685-ben megalakították a maronita egyházat. A maroniták mindvégig elismerték Róma primátusát, és vezetőjük felvette az Antiochia pátriárkája címet. Ezzel egyidőben összesen három antiochiai pátriárka létezett. De azok sem maradtak tétlenek, akik a monofizita városban maradtak. A szírek a főleg görög nyelvű khalkedóniakat melkitáknak csúfolták, amely császárhűeket jelentett. A melkiták az iszlám hódítás után szintén magukra hagyattak, és mivel őket nem érte el az egyházszakadás, ezért az elszigetelt melkiták továbbra is Rómát tartották az egyház fejének. A melkita egyház szervezete sokkal lassabban alakult ki, és nem olyan radikálisan, mint a maronitáké. Csak 1724-ben alakult meg hivatalosan a melkita bizánci katolikus egyház, amelynek központja Antiochia maradt, és annak élére kinevezték immár a negyedik pátriárkát.
Míg Antiochiát a pogány muzulmán hordák dúlták fel, és elnyomták az ottani kereszténységet, nyugaton élénk vita bontakozott ki Konstantinápoly és Róma egyházi vezetője között, amely 1054-ben a nagy egyházszakadáshoz vezetett. Az eddigi kereszténység fő ágához tartozó antiochiai pátriárka ettől fogva az Ortodox Keleti Egyházhoz tartozott. Ez a szakadás hatással volt az Antiochiában maradt keresztényekre is. A maroniták távol éltek a várostól, de a szír szertartást végezték, ráadásul később más tanok is beépültek hitükbe és szokásaikba. A városban maradt melkiták a bizánci rítusú szertartást végezték, ezért a városban évszázadok múltán megalakult egy újabb egyház: 1663-ban a szír katolikus egyház, amely 1781-ben lépett unióra Rómával.
Az iszlám térhódítását a keresztény Európa nem nézte tétlenül, ezért 1098-ban a keresztes háborúk első hulláma elérte Antiochiát is. Az itt székelő bizánci pátriárka elmenekült a városból és Konstantinápolyban talált menedékre. A keresztes hadak vad ostroma végül kiűzte a pogányokat Antiochiából. A római kereszténységben megkeresztelkedett katonák úgy vélték, hogy az antiochiai pátriárka lemondott hivataláról, ezért a helyére egy latin rítust követő pátriárkát szenteltek fel. 1098-ban Narbonne-i Péter foglalta el a pátriárkai hivatalt. Az Antiochia latin pátriárkája címet nem vonták vissza akkor sem, amikor a keresztények kénytelenek voltak feladni Antiochiát. Távollétében az antiochiai pátriárka a Santa Maria Maggiore-bazilikába helyezte át székhelyét. Az utolsó latin pátriárka 1953-ban halt meg, és a címet 1964-ben szüntették meg hivatalosan. Ezek után ma hivatalosan öt antiochiai pátriárka létezik. Ők a következők:

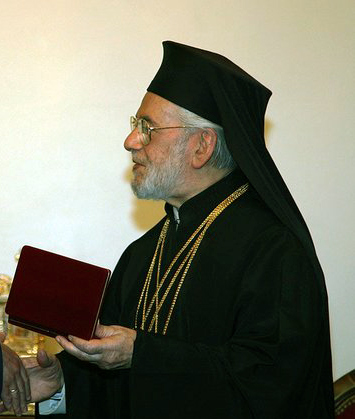
IV. Ignatius Hazim

- Őszentsége Mor I. Ignatius Zakka, Antiochia és az egész Kelet pátriárkája, a szír ortodox egyház feje. Az ókeleti keresztény egyházakhoz tartozó pátriárka székhelye Damaszkuszban van.
- Őüdvössége IV. Ignatius Hazim, Antiochia és az egész Kelet pátriárkája. Ignatius az antiochiai ortodox egyház feje, tehát az ortodox kereszténység egyik legfőbb pátriárkája. Székhelye Damaszkusz.
- Őüdvössége VIII. Ignace Pierre, Antiochia és az egész Szír Kelet pátriárkája. A szír katolikus egyház vezetője, aki a római pápát ismeri el feljebbvalójának, de az antiochiai liturgiát és szertartásrendet használják. Bejrútban van a székhelye.
- Őüdvössége Béchara Boutros Raï bíboros, Antiochia és az egész Maronita Kelet pátriárkája. A maronita egyház feje, aki szintén Ferenc pápát ismeri el az egyház fejének, de az antiochiai liturgiát és szertartásrendet használja. Székhelye a libanoni Bkerkében van.
- Őüdvössége III. Laham György, Antiochia és az egész Kelet, valamint Alexandria, Jeruzsálem görög melkitáinak pátriárkája. A melkita bizánci katolikus egyház feje, aki feljebbvalójának Rómát ismeri el, de a bizánci rítust használják. Székhelye Damaszkuszban van.

## A nagy múlt jelene
A valamikor hatalmas város helyén ma Antakya városa áll, amely a török Hatay tartomány székhelyeként újra egyre jelentősebb központtá válik. A 2000 évi népszámlálás alapján 144 910-en lakják ma a várost. Az Orontész bal partján emelkedő város környéke gazdag mezőgazdasági terület, ahol az olíva és egyes mediterrán növények termesztése ad megélhetést a város lakóinak. Antakya történelméből fakadóan a városban több francia vállalat is működik.
Ahol az ősi Antiochia története véget ért, ott kezdődött el a török városka, Antakya története. Az Oszmán Birodalom távoli szegletében épült város a 19. században újabb természeti csapásokat szenvedett el. 1822-ben és 1872-ben újabb földrengések rázták meg a várost, aminek következtében a még fennmaradt ősi erődfalak is összedőltek. (Ebben közrejátszott az is, hogy az erőd építőanyagát a város lakói elhordták saját házaikhoz alapanyagul.) Az első világháború és a török függetlenségi háború után az Alexandretta nevű területet Szíria francia mandátumterületéhez csatolták. A török kormány úgy ítélte meg, hogy a terület török lakosságát elnyomják, ezért azt követelte Párizstól, hogy engedje át Hatayt. 1938-ban a terület közös francia-török fennhatóság alá került, amely elvezetett a terület Törökországhoz csatolásához.

## A populáris kultúrában
Az Antiochiai Szent Kézigránát egy kitalált fegyver, amelyet Artúr király vet be a Monty Python brit humoristacsoport Gyalog galopp című filmjében.